# Bikini von Prinzessin Leia

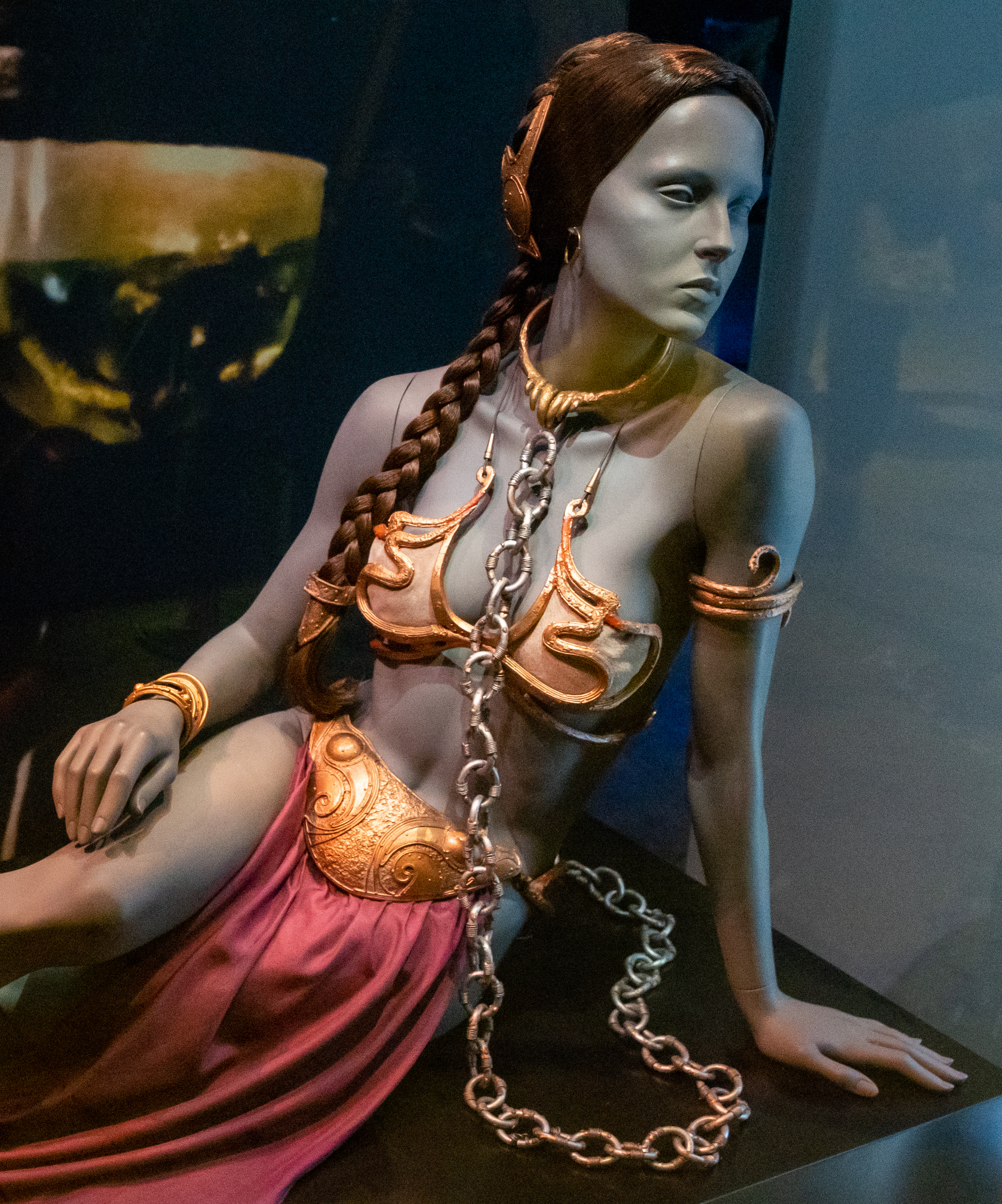
Der Bikini von Prinzessin Leia.

Der Bikini von Prinzessin Leia, auch Goldener Bikini oder Sklavin-Kostüm von Prinzessin Leia, ist ein Filmkostüm aus dem 1983 erschienenen Science-Fiction-Star-Wars-Film Die Rückkehr der Jedi-Ritter und wurde dort von der Schauspielerin Carrie Fisher in ihrer Rolle der Prinzessin Leia getragen. Das Kostüm wurde in Szenen verwendet, in der die Figur der Leia in die Position einer leichtbekleideten, angeketteten Sklavin des Antagonisten Jabba the Hutt gezwungen ist. Durch die Popularität der Star-Wars-Filme gewann das Kostüm schnell ikonischen Kultstatus in der Popkultur, wobei vor allem seine Freizügigkeit und die damit verbundene erotische Komponente dazu führte, dass es mitsamt seiner Trägerin Carrie Fisher ab 1983 zu einem Sexsymbol wurde.
Ab den 1990er-Jahren gewann das Kostüm weiter an Popularität durch zunehmende Adaptionen in anderen kulturellen Werken. Gleichzeitig gilt es aufgrund der Darstellungen in den Filmszenen, der Drängung der Figur der Leia in die Rolle einer Sklavin und damit einhergehenden Debatten um Sexismus, Unterdrückung von Frauen sowie der Kritik des Feminismus, als eines der kontroversesten Filmkostüme aller Zeiten und wird entsprechend stark in der Filmwissenschaft und Gender Studies thematisiert.
Während das Kostüm einerseits als eines der bekanntesten Beispiele für Sexualisierung und Objektivierung von Frauen in Filmen angesehen und daher von vielen Feministen abgelehnt wird, existiert innerhalb des Feminismus auch eine Gegenbewegung, die versucht das Kostüm und den Filmkontext als Symbol des Kampfes gegen die Unterdrückung der Frau und das Patriarchat zu deuten. Als solches findet es auch Einzug in den politischen Diskurs.
Geschaffen wurde das Kostüm auf Wunsch von Star-Wars-Schöpfer George Lucas von der Kostümbildnerin Aggie Guerard Rodgers, die Konstruktion übernahm der Bildhauer und Spezialeffekt-Künstler Richard Miller. Das Originalkostüm wurde 2015 für eine Summe von 96.000 US-Dollar versteigert; 2024 wurde eine frühere Original-Fassung für eine Summe von 175.000 US-Dollar versteigert, Käufer war das deutsche Bikiniartmuseum in Bad Rappenau, wo es seither ausgestellt ist. Nach dem Dr.-No-Bikini, den Ursula Andress in dem ersten James-Bond-Film James Bond – 007 jagt Dr. No trug, und der 2022 für 240.000 US-Dollar verkauft wurde, war der Bikini von Prinzessin Leia damit der zweitteuerste Bikini-Verkauf der Geschichte.

## Das Kostüm

Logo von Die Rückkehr der Jedi-Ritter.

### Verwendung im FilmRückkehr der Jedi-Ritter
In Die Rückkehr der Jedi-Ritter, dem dritten Teil der Original-Star-Wars-Trilogie (Krieg der Sterne (1977), Das Imperium schlägt zurück (1980) und Die Rückkehr der Jedi-Ritter (1983)), versuchen zu Beginn des Films die Protagonisten Luke Skywalker (gespielt von Mark Hamil) und Leia Organa ihren Freund Han Solo (gespielt von Harrison Ford) aus den Fängen des Antagonisten Jabba the Hutt zu befreien. Leias nächtlicher Rettungsversuch misslingt jedoch und sie gerät selbst in Gefangenschaft von Jabba, der offenkundig Gefallen an Leia findet und ihr mit seiner Zunge über das Gesicht leckt. In der nächsten Szene am nächsten Tag liegt Leia vor dem schlafenden Jabba in seinem Thronsaal, wobei sie nur noch in das spärliche Kostüm einer Sklavin gekleidet und am Hals angekettet ist; die Kette endet in der Hand von Jabba. Leia ist nur eine mehrerer leichtbekleideter Sklavinnen in Jabbas Palast, wobei sie alle verschiedenen Spezies angehören. Während Luke Skywalker den Palast betritt, mit Jabba verhandelt und letztlich kämpfen muss, letztlich aber auch gefangen genommen wird, bleibt Leia in der gefangenen Position, passiv und nahezu wortlos. Jabba will Luke an das Sarlac-Monster verfüttern und fährt dazu mit einer schwebenden Barke in die Wüste hinaus. Als Luke schließlich einen gewaltsamen Fluchtversuch startet, nutzt Leia die Kette, an die sie gefesselt ist, um sie um Jabbas Hals zu legen und erwürgt ihn damit. Schließlich lässt sie sich von dem Droiden R2-D2 die Kette zerschneiden und flieht mit Luke und den anderen von der explodierenden Barke.

### Idee, Konzeption und Aufbau

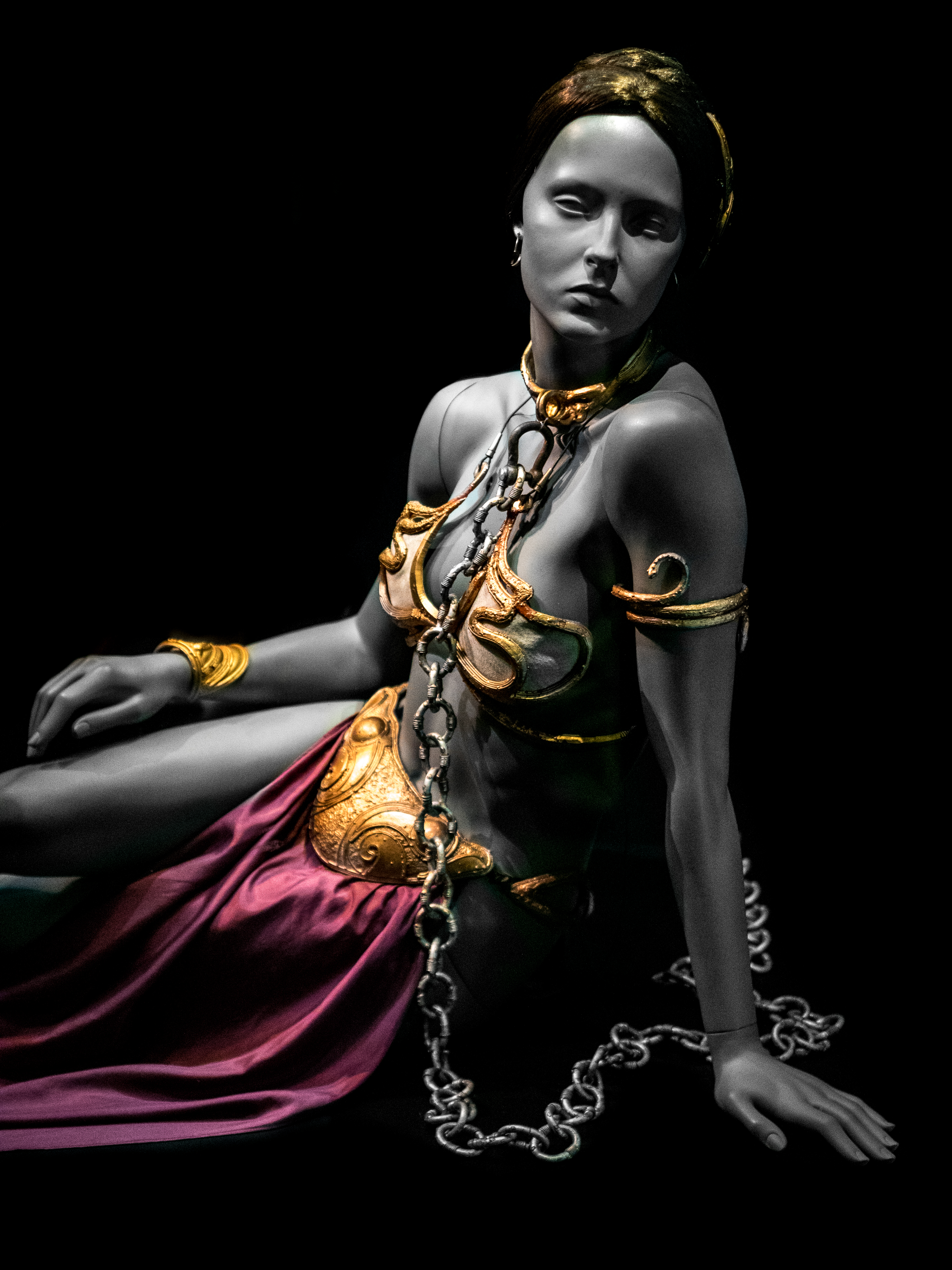
Das Sklavin-Kostüm von Prinzessin Leia.

Die Idee zu dem Kostüm ging auf den Star-Wars-Schöpfer George Lucas zurück, der das Kostüm speziell für den letzten Film der Star-Wars-Originaltrilogie angefordert hatte. Beauftragt mit der Skizzierung wurde die Kostümbildnerin Aggie Guerard Rodgers. Lucas wies sie zur Inspiration auf die Werke des Fantasy-Künstlers Frank Frazetta hin.
Dabei sollte das Kostüm die Reifung bzw. das Erwachsenwerden der Figur Prinzessin Leia im Laufe der Trilogie verdeutlichen. Ihre Darstellerin Carrie Fisher war bei der Veröffentlichung des ersten Films 21 Jahre alt gewesen, zum Zeitpunkt der Veröffentlichung von Die Rückkehr der Jedi-Ritter 27 Jahre.
Auf Basis der Skizzen von Aggie Guerard Rodgers und Nilo Rodis-Jamero wurde das Kostüm schließlich von dem Chefbildhauer Richard Miller von Industrial Light & Magic hergestellt. Den Bikini fertigte er aus steifem Harz und Urethan an. Miller formte die verschiedenen Kostümteile mit Hilfe einer Schaufensterpuppe, die von Fishers Körper abgeformt worden war. Fisher verlor später an Gewicht, und als die Szene mit Jabba the Hutt gedreht werden sollte, passte das Kostüm nicht mehr so gut, wie in einem Dokumentarfilm hinter den Kulissen zu sehen war. Die ursprüngliche Absicht des Kostüms war eindeutig. „Es war ein Sklavenkostüm und es sollte knapp (freizügig) sein.“, so Richard Miller.
Streng genommen handelt es sich um keinen Bikini, da das Kostüm weder für einen Bade-Kontext konzipiert wurde, noch in einem solchen verwendet wurde. Das Oberteil ist daher faktisch ein Büstenhalter (BH). In der 1983 zum Film erschienenen Buchadaption von James Kahn wird Leias Bekleidung als „überaus knappe(s) Kostüm eines Tanzmädchens“ beschrieben.
Das fertige Kostüm war ein siebenteiliges Set mit einem kupfernen BH mit geometrischen Mustern und einem Unterteil, das aus zwei Stoffstücken besteht, die durch einen ebenfalls kupfernen Riemen zusammengehalten werden, begleitet von verschiedenen Accessoires, darunter ein Halsband mit einer Kette. Es wurden verschiedene Versionen des Kostüms erstellt, darunter eine harte Metallversion für reguläre Szenen und eine Gummiversion für Actionszenen (getragen von der Stuntfrau Tracy Eddon). Der Bikini hatte ein Lederfutter, um zu verhindern, dass er Fishers Körper scheuerte.

### Bewertung durch Darstellerin Carrie Fisher

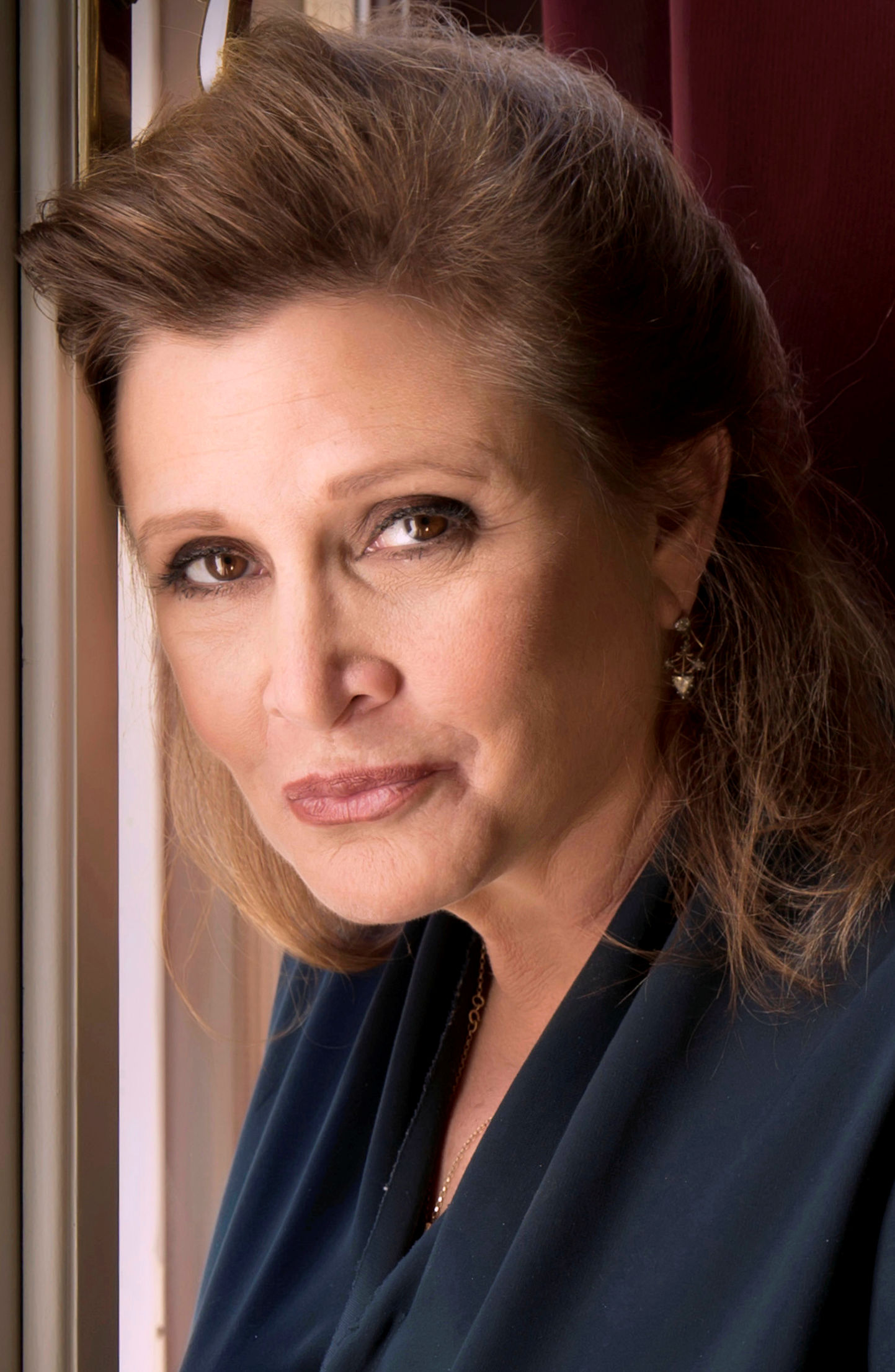
Prinzessin-Leia-Darstellerin Carrie Fisher, 2013.

Carrie Fisher äußerte sich bis zu ihrem Tod im Jahr 2016 immer wieder kritisch und abneigend zu dem Kostüm; auch dass sie sich in ihm unwohl gefühlt habe. „Fast nackt“ zu sein, war „keine Stilentscheidung für mich“, so Fisher. Als George Lucas ihr das Kostüm bei den Dreharbeiten präsentierte, hatte sie es anfangs für einen Scherz gehalten. Es sei nicht „ihre Wahl“ gewesen, doch habe sie sich – auch aufgrund von Druck von George Lucas – schließlich fügen müssen. Das Kostüm selbst beschrieb sie als sehr unangenehm zu tragen; als das „was Supermodels irgendwann im siebten Ring der Hölle tragen werden“. „Das war kein Bikini. Es war Metall. Es ging nicht dahin, wo du hingingst.“
Da das Kostüm nicht gut passte, musste der Sitz an ihrem Körper beständig vom Requisiteur überprüft werden. Zudem fühlte sie sich unwohl durch die Männer am Set. „Ich war anfangs verlegen, als hundert Männer verrückt nach meinem entblößten Selbst waren. Würdegefühl war ausgeschlossen.“ Aggie Guerard Rodgers, die Designerin des Kostüms, bestätigt diese Eindrücke Fishers. Die meisten Crew-Mitglieder waren Männer, und hätten genossen, am Set zu sein, so Rodgers.
Fisher erklärte, dass sie ihre Freude daran gehabt habe, am Ende der Szenen den Peiniger ihrer Figur töten zu dürfen, da sie das Kostüm gehasst habe. "Ich habe das wirklich genossen, weil ich es gehasst habe, dieses Outfit zu tragen und starr geradeaus zu sitzen, und ich konnte es kaum erwarten, ihn zu töten." Zudem sah sie das Kostüm als antifeministisch an. In ihrern Memoiren schreibt sie rückblickend: "Die Frauen vergeben mir den Auftritt im Metall-Bikini, da sie wissen, dass ich ihn nicht freiwillig trug, und so "dürfen" ihn auch ihre Männer mögen - sogar, wenn sie recht harmlose "kleine" Erektionen haben. Den Frauen ist klar, dass ich nicht für ein sexuelles Element im Film stehe, sondern andere Aspekte widerspiegele. Fähig, zuverlässig und gleichberechtigt, wenn nicht sogar den Männern überlegen."

### Spätere Verwendung
Im Mai 2015 wurde das Originalkostüm aus dem Film für die Summe von 96.000 US-Dollar versteigert. 2024 wurde ein weiteres Exemplar des Kostüms von dem texanischen Auktionshaus Heritage für eine Summe von 175.000 US-Dollar versteigert. Dabei handelte es sich um eine frühere Version, die Fisher am Set bei Probeaufnahmen trug. Käufer war das deutsche Bikiniartmuseum in Bad Rappenau, wo das Kostüm seither ausgestellt ist. Nach dem Dr.-No-Bikini, den Ursula Andress in dem ersten James-Bond-Film James Bond – 007 jagt Dr. No trug, und der 2022 für 240.000 US-Dollar verkauft wurde, war es damit der zweiteuerste verkaufte Bikini der Geschichte.

## Geschichte als Kultobjekt und Sexsymbol

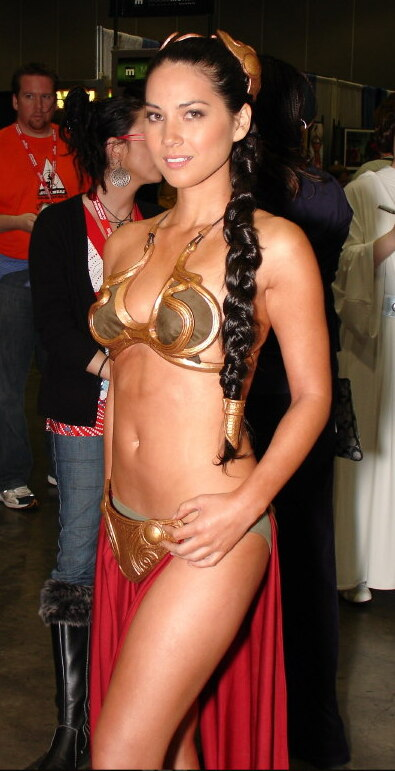
Die Schauspielerin Olivia Munn als Sklavin Leia auf einer Star-Wars-Fan-Veranstaltung im Jahr 2007.

### Entwicklung zum Kultobjekt und Sexsymbol ab 1983
Als der Film 1983 herauskam, verteidigte Fisher das von ihr selbst ungeliebte Kostüm und ihre freizügige Darstellung gegen Kritik. Im gleichen Jahr trug sie es erneut für ein Strand-Fotoshooting für das Rolling Stone Magazin. Fisher befand gegenüber dem Magazin, dass ihre Figur in die Rückkehr der Jedi-Ritter im Gegensatz zu den Vorgängerfilmen feminier sein durfte. Dabei fügte sie hinzu: „Vergessen wir nicht, dass diese Filme im Grunde Phantasien für Jungen sind. Also die andere Möglichkeit, sie weiblicher zu machen, war, sie (Leia) ihre Kleider ausziehen zu lassen“.
Was Fisher nicht ahnte, war wie stark der Kult um das Kostüm werden würde. Fischer schreibt in ihrer Autobiographie Das Tagebuch der Prinzessin: „Ich wünschte, ich hätte den Vertrag verstanden, den ich unterschrieb, indem ich etwas trug, das andeutet, dass ich immer irgendwo im erotischen Erscheinungsbild bleiben werde.“ Fisher schreibt weiter in ihren Memoiren. "Es ist wirklich eine Ehre, die erste Liebe von so vielen Jungs gewesen zu sein. Allerdings fällt mir die Vorstellung schwer, so viel Zeit in verschiedensten "Köpfen" verbracht zu habem - und diese Zeit war von einer bestimmten nicht zu bestreitenden Sinnlichkeit geprägt." Ebenso scherzte sie: „Was ich nicht wusste, als ich dieses 25 Jahre alte Pinup-Girl für Freaks in diesem ikonischen Metallbikini war, war, dass ich einen unsichtbaren Vertrag unterschrieben hatte, um die nächsten dreißig bis vierzig Jahre genauso auszusehen.“
Tatsächlich wurde das Kostüm außerordentlich populär; selbstgemachte Nachbildungen tauchten schnell auf Science-Fiction-Fanveranstaltungen auf. Die Figur der Prinzessin Leia wurde dank des Sklavenkostüms und dieses mit ihr zum Kultobjekt und einem Sexsymbol.

### Bewertungen als Kultobjekt und Sexsymbol

#### Allgemeine Bewertung als Kultobjekt und Sexsymbol
- Laura Bradley befand im Slate, dass wohl kein Science-Fiction-Kostüm „so häufig nachgebildet, verachtet und verehrt“ worden sei.[27]
- Die Filmjournalistin Alyssa Rosenberg attestiert, das Kostüm habe seit der Filmveröffentlichung ein Eigenleben entwickelt und sei „zu einer Art Mini-Tropus in der Populärkultur“ geworden.[6]
- Das italienische Filmkritik-Magazin NPC Magazine wertete das Outfit als ein „hocherotisches Kostüm, das in kürzester Zeit in die Pop-Phantasie eingedrungen ist.“[24]
- Die Kommunikationswissenschaftlerin Jennifer M. Fogel bewertet das Kostüm als „kommerzialisiertes kulturelles Artefakt, das sowohl für modernes Cosplaying als auch für die konstruierte Prinzessin Leia als (nostalgisches) Sci-Fi-Sexsymbol steht.“[28]
- Johannes Westenrieder befand, die Figur der Leia sei „mit metallbesetzten Brüsten und Schlinge um den Hals in die Popkultur eingegangen.“[29]

#### Bewertung als kult-ikonisches Beispiel der Sexualisierung, Objektivierung und Unterwerfung von Frauen
- The Australian Financial Review bezeichnete die Filmszene und das Kostüm als "das berühmteste Bild der Unterwerfung (einer Frau) in der Geschichte des Kinos, und es wird geschickt, um nicht zu sagen pervers, auf den Kopf gestellt, wenn die Prinzessin ihre Ketten benutzt, um ihren Entführer Jabba den Hutten zu erwürgen."[30]
- Die Anglizistin Matea Mlakić attestiert, dass Bild der Sklavin Leia sei in die Popkultur und die Geschichte des sexuellen Fetischismus als eines der berühmtesten Beispiele für die Fetischisierung von Frauen eingegangen.[25] [...] Sie muss verführerisch auf seinem (Jabbas) Thron liegen, während sie auf die Rettung durch Luke und Han wartet. Die vollständig gekleidete, mächtige Figur aus dem ersten Film wird nun als fast nacktes, hilfloses Mädchen dargestellt, in einer Szene, die viele als eines der ikonischsten Bilder männlicher Phantasie in der Filmgeschichte betrachten."[25]
- Die Literaturwissenschaftlerin Valerie Estelle Frankel schreibt, Carrie Fisher habe nicht geahnt, dass sie in dem Kostüm die Lust und Objektivierung mehrerer Generationen von Teenagern auslösen würde.[31]
- Die Filmwissenschaftlerin Kristen Anderson Wagner attestierte: "Der monumentale Erfolg von Star Wars bedeutete, dass Fisher während ihrer gesamten Karriere der Fokus intensiver und invasiver Medien- und Fan-Aufmerksamkeit war, und dank des berüchtigten goldenen Bikini-Kostüms in Die Rückkehr der Jedi-Ritter war ein Großteil dieser Aufmerksamkeit objektifizierend und erniedrigend."[32]
- In der Geschichte des Bikinis wertet der Filmjournalist Hanns-Georg Rodek die 1960er und 1970er-Jahre – angefangen mit Brigitte Bardot und Ursula Andress in James Bond – 007 jagt Dr. No, – als eine Zeit der Darstellungen von amazonengleichen, starken, unabhängigen Frauen, letztlich als Ausdruck des Feminismus.[33] In den 1980er-Jahren und dem Ende der Wucht des Feminismus, habe die Zurückdrängung dieser Amazonen begonnen, wobei mit der Darstellung von Prinzessin Leia als Sklavin, der Bikini als Symbol der Befreiung des weiblichen Körpers in sein Gegenteil verkehrt worden sei.[33] Für vom Feminismus verunsicherte männliche Jugendliche und Männer sei dies ein beruhigendes Bild gewesen.[33] Die Darstellung Leias im Sklavenbikini habe zudem die Phantasie der Jugendlichen okkupiert.[33] Die spätere Beliebtheit des Kostüms, in dem sich viele Frauen offen präsentierten, habe letztlich zur Möglichkeit der Auslebung der sexuellen Phantasie geführt.[33]

#### Referenz als Exempel für Sexualisierung von Frauenfiguren

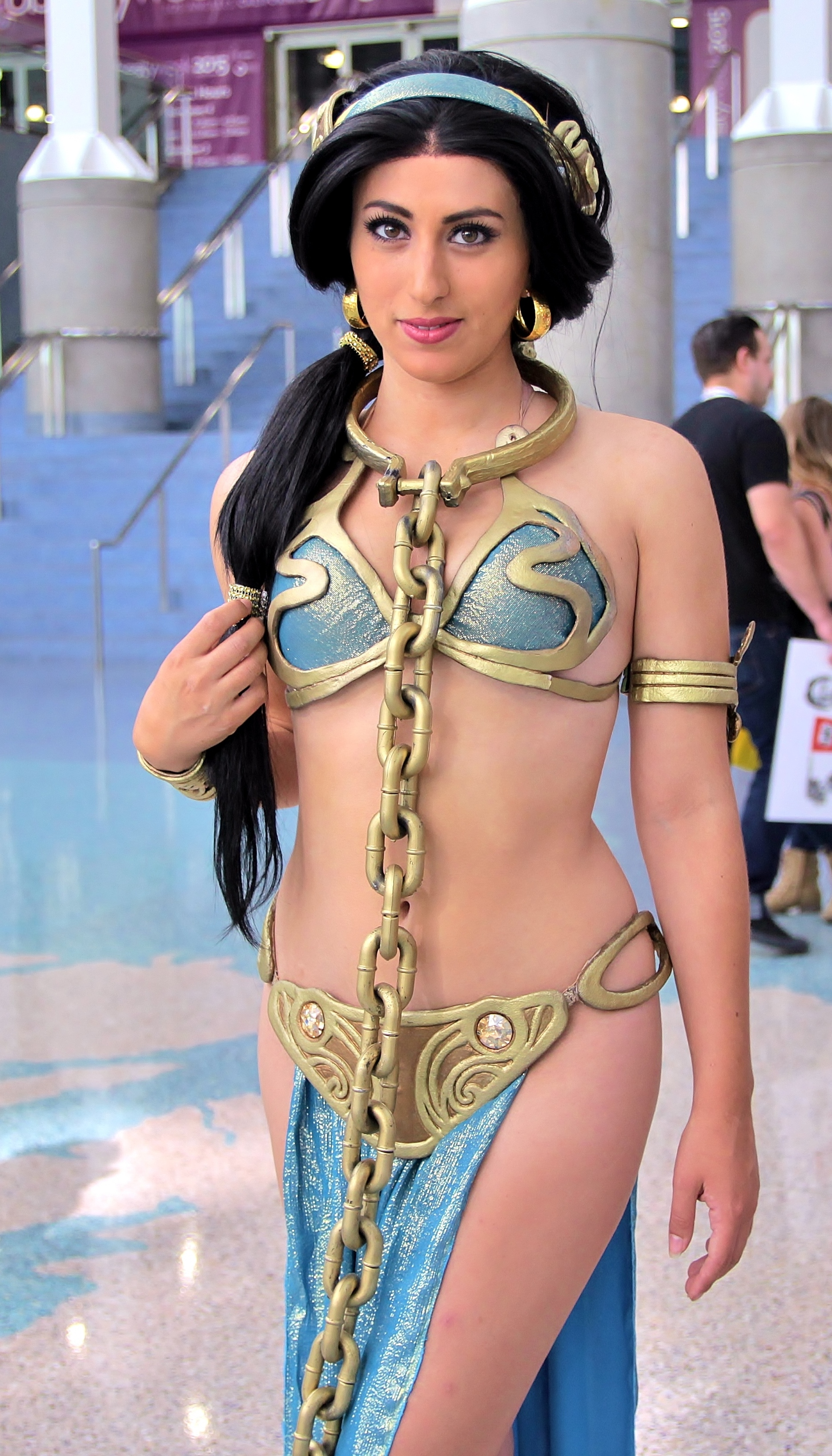
Cosplayerin im Sklavin-Kostüm der Prinzessin Leia, allerdings in den Farben und mit der Frisur der Prinzessin Jasmin aus dem Disney-Zeichentrickfilm Aladdin von 1992.

Das Beispiel der Sklavin Leia wird wegen seiner Bekanntheit und Popularität wiederholt als exemplarisches Beispiel und Referenz für die Sexualisierung von Frauenfiguren benutzt. Ein Beispiel ist der Walt-Disney-Zeichentrickfilm Aladdin. Wie Prinzessin Leia wird auch hier die weibliche Hauptfigur der Prinzessin Jasmin von dem Antagonisten (dem Wesir Dschafar) versklavt und muss ihn in Ketten und einem sehr freizügigen Sklavin-Kostüm bedienen, wobei der Antagonist ebenfalls ein erotisches Interesse an ihr zeigt. The Australian Financial Review zog eine spöttische Parallele zwischen den beiden Filmen, demnach Disney's Aladdin offenbar von Die Rückkehr der Jedi-Ritter inspiriert sei. Auch die Filmjournalistin Hanna Flint zog die Parallele zur Darstellung der Prinzessin Jasmin mit der der Prinzessin Leia. In der Cosplay-Szene wurden die Parallelen ebenfalls erkannt und in Kostüme integriert.

#### Bewertung als kult-ikonische Bademode
Verschiedene Medien führen das Kostüm und Carrie Fisher in Listen besonders bedeutender und ikonischer Bademodedarstellungen (insbesondere in Filmen) auf, so etwa CBS News, Cosmopolitan, die indische The Economic Times, Elle, Entertainment Weekly, die Frauenzeitschrift Glamour, The Herald, Vanity Fair und Vogue. In den Listen finden sich neben Carrie Fisher wiederholt Darstellungen von Schauspielerinnen wie Jessica Alba, Pamela Anderson, Ursula Andress, Brigitte Bardot, Halle Berry, Cameron Diaz, Angelina Jolie, Demi Moore, Denise Richards und Raquel Welch.

### Kulturelle Adaption und neue Popularität ab den 1990er-Jahren

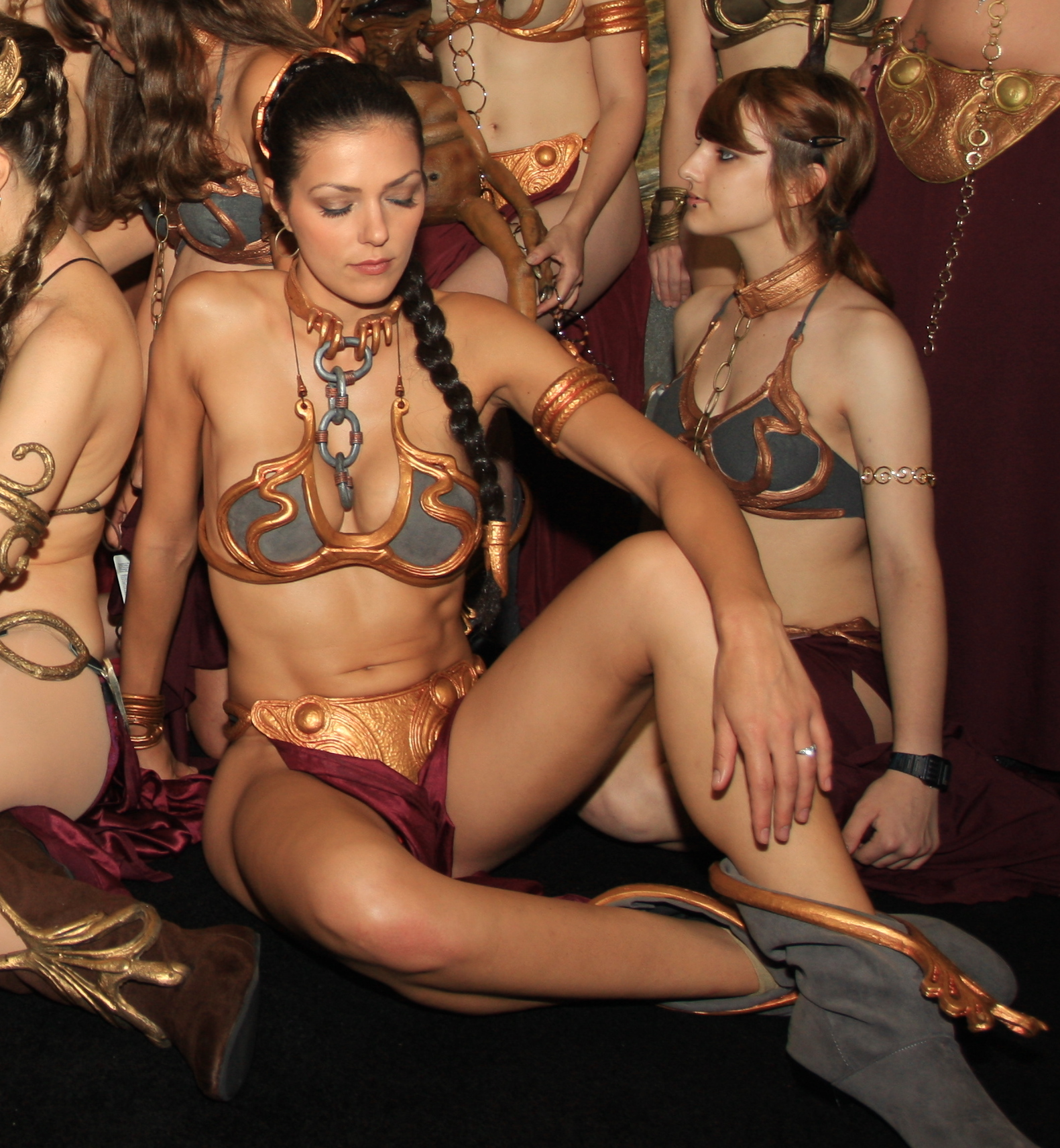
Die Schauspielerin Adrianne Curry als Sklavin Leia auf der Cosplay-Veranstaltung Star Wars Celebrations V, 2010.

In den 1990er-Jahren begann die zunehmende kulturelle Rezeption und Adaption des Sklavin-Kostüms, beginnend in Film und Fernsehen.
Den Anfang machte 1996 die überaus populäre US-amerikanische Sitcom Friends in der ersten Episode (The One with the Princess Leia Fantasy) der dritten Staffel, wobei sie direkten Bezug auf die mit dem Kostüm verbundenen sexuellen Phantasien nahm. Darin fragt die Figur Rachel (gespielt von Jennifer Anniston) ihren Freund Ross (gespielt von David Schwimmer) eines Abends im Bett nach seinen erotischen Phantasien. Zunächst weigert sich Ross einzugestehen, dass er welche habe, doch als Rachel ihm anbietet, sie ihm zu erfüllen, fragt er sie sogleich, ob sie Die Rückkehr der Jedi-Ritter gesehen habe, was Rachel bejaht und auf Ross Nachfrage sich auch an den goldenen Bikini erinnert. Am nächsten Tag spricht Rachel mit ihrer Freundin Phoebe darüber, die erwidert: „O ja, Prinzessin Leia und der goldene Bikini. Das liebt jeder Typ! Es ist riesig. Das ist der Moment, in dem sie aufhörte, eine Prinzessin zu sein, und sie wurde, na ja, eine Frau.“ Phoebe erzählt, dass auch sie selbst schon diese Nummer angewandt hat. Später berichtet Ross seinem Freund Chandler, das er mit Rachel über eine Star-Wars-Fantasie gesprochen hat, woraufhin Chandler sofort: "Prinzessin Leia im goldenen Bikini", antwortet. Als Chandler allerdings auf seine eigenen Fantasien zu sprechen kommt, erzählt er ärgerlich, dass dann immer das Bild seiner Mutter in seinem Kopf erscheine, woraufhin ihm die sexuelle Lust vergeht. Als später Rachel für Ross seine Fantasie erfüllt und im Kostüm der Sklavin Leia erscheint, taucht bedingt durch Chandlers Erzählung auch in Ross Kopf seine Mutter (gespielt von Christina Pickles) im Kostüm auf, woraufhin auch ihm die Lust vergeht. Die Produzenten der Serie erhielten nach Veröffentlichung der Episode einen Brief von Star War-Schöpfer George Lucas, der zur Verwendung der Idee gratulierte.
Mit der 1997 erschienenen restaurierten Spezialversion der alten Trilogie und der ab 1999 erscheinenden Star-Wars-Prequel-Trilogie (Star Wars: Episode I – Die dunkle Bedrohung (1999), Star Wars: Episode II – Angriff der Klonkrieger (2002) und Star Wars: Episode III – Die Rache der Sith (2005)) nahm das Interesse an Star Wars wieder zu und ab dem neuen Jahrtausend fand das Sklavin-Kostüm in einer Reihe von Filmen und Fernsehserien Verwendung, so in Chuck (2007), Robot Chicken (2008), Fanboys (2009), Paul – Ein Alien auf der Flucht (2011), Family Guy (2011), 90210 (2012), The Magicians (2015), A Man Possessed (2016) und House Of Kardashian (2023). 1999 bauten die Macher des neuen Star-Wars-Films Star Wars: Episode I – Die dunkle Bedrohung das Kostüm in den neuen Film ein. Als Jabba the Hutt die Podrennen-Arena betritt, ist neben ihm eine junge Frau in einem sehr ähnlichen Kostüm der Sklavin Leia zu sehen; der BH ist identisch.
Ebenso begannen Prominente sich in dem Kostüm zu kleiden, darunter Kim Kardashian, Olivia Munn, Adrianne Curry und Emma Slater 2014 in der Tanzsendung Dancing with the Stars.
Star-Wars-Schöpfer George Lucas hatte seit dem ersten Star-Wars-Film im Jahr 1977 parallel zur Filmveröffentlichung auf eine starke Merchandising-Kampagne gesetzt, die auch Kinderspielzeug umfasste. Bis zum Jahr 1997 und der Veröffentlichung der Spezialedition der alten Trilogie gab es jedoch keine Spielzeugfiguren, die Leia in ihrem Sklavin-Kostüm zeigen. Diese wurden erst ab 1997 produziert. Von 1995 bis 2012 gab es 44 Leia-Actionfiguren, im Gegensatz zu 57 von Darth Vader und 89 von Luke Skywalker. Das Motiv fand ebenso Einzug in Lego-Sets, Sammelkarten, Comics und mehr.
2015 wurde im berühmten Londoner Wachsfigurenkabinettmuseum Madame Tussauds eine Figur der Prinzessin Leia im Sklavin-Kostüm mit dem Antagonisten Jabba the Hutt eingeführt. Carrie Fisher war von der Figur bzw. der Auswahl des Kostüms nicht angetan. „Das Erste, was man an Wachs-Leia bemerkt... ist, dass ich fast nackt bin.“

### Entwicklungen seit den 2010er-Jahren
Die 2010er-Jahre waren von zentralen Veränderungen für das Star-Wars-Franchise geprägt. Im Jahr 2012 verkaufte Star-Wars-Schöpfer George Lucas für rund 4 Milliarden US-Dollar seine Rechte an Star Wars und seine Filmunternehmen an die The Walt Disney Company, die eine neue Trilogie ankündigte, die zeitlich nach der Originaltrilogie spielt. Damit bekam Star Wars einen erneuten Popularitätsschub. Etwa zeitgleich begann eine neue Debatte um die Bewertung des Sklavin-Kostüms.
Angesichts der Popularität des Kostüms gerade auf Fan-Veranstaltungen, wo das Kostüm in großer Zahl von Frauen getragen wird, veröffentlichte das Medienformat Nerd HQ in Zusammenarbeit mit Break.com 2011 ein mit Laienschauspielern besetztes Video, in dem Kaley Cuoco kritisierte, dass sich so viele Frauen als Sklavin Leia auf Cosplay-Veranstaltungen präsentieren, letztlich damit nur eine von vielen seien, wobei es doch genügend andere ikonische Frauencharaktere existierten. Dabei wird eine fiktive Cosplay-Veranstaltung gezeigt, in der lauter Frauen als Sklavin Leia auftreten. 2015 konterkarierte die Komikerin und Schauspielerin Amy Schumer in einem Fotoshooting für das Männermagazin GQ die sexuellen Phantasien rund um das Kostüm.

#### Debatte um Daisy Ridley

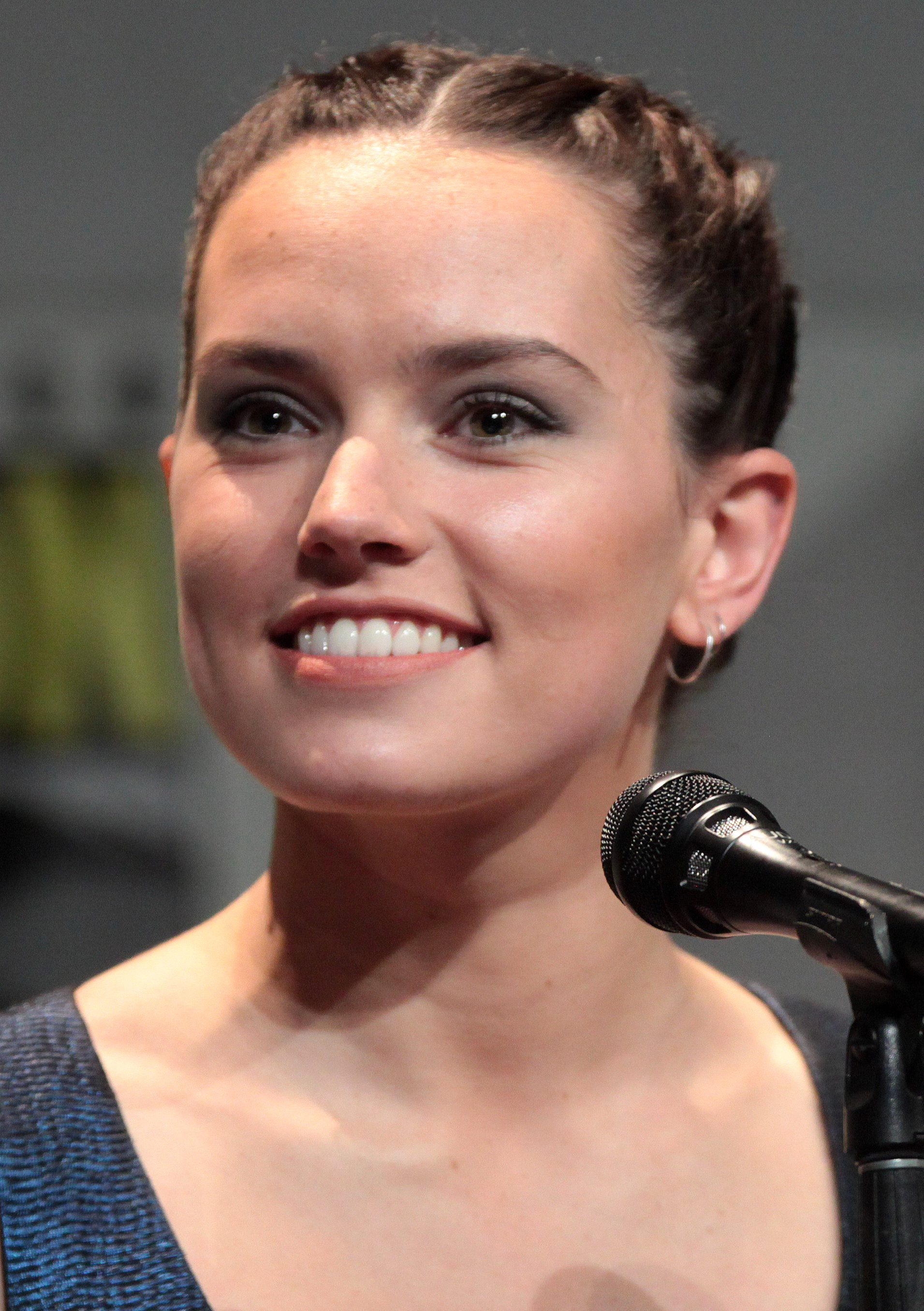
Daisy Ridley, 2015, Hauptdarstellerin der Star-Wars-Sequel-Trilogie (Das Erwachen der Macht (2015), Die letzten Jedi (2017) und Der Aufstieg Skywalkers (2019)).

Im Jahr 2012 verkaufte Star-Wars-Schöpfer George Lucas seine Rechte an Star Wars an die The Walt Disney Company. Diese kündigte eine neue Trilogie (Star Wars: Das Erwachen der Macht (2015), Star Wars: Die letzten Jedi (2017) und Star Wars: Der Aufstieg Skywalkers (2019)) an, für die die britische Schauspielerin Daisy Ridley für die zentrale Hauptrolle der Rey Skywalker ausgewählt wurde. In einem gemeinsamen Interview der beiden Schauspielerinnen warnte Carrie Fisher sie davor sich nicht – wie sie damals selbst – unter Druck setzen zu lassen und eine ähnliche Szene wie in dem Sklavenkostüm zu drehen und forderte sie auf „für ihr Outfit zu kämpfen“. „Sei keine Sklavin, wie ich es war.“

#### Merchandise-Kontroverse 2014 und 2015
2014 entwickelte sich eine Kontroverse, als es in einer Filiale des Einzelhändlers Toys “R” Us die einzige Spielzeugfigur der Leia nur eine Figur in ihrem Sklavin-Kostüm war. Iris Aran kommentierte: 
„Bikini? Check. Lendenschurz? Check. Kette um den Hals? Check. Und falls du dich gefragt hast, ob es tatsächlich für Kinder gedacht ist, es ist für Kinder ab 4 Jahren gelistet. Das ist richtig, kleine Mädchen, wenn ihr mit einer Puppe einer der kultigsten Sci-Fi-Heldinnen spielen wollt, müsst ihr mit der am meisten sexualisierten, spärlich bekleideten Version von ihr spielen.“ 
Kritisch hinzu kam, dass in Blaupausen für Sklavin-Leia-Spielzeugfiguren geschlechtsspezifische Anmerkungen notiert waren: „Die Augen sollten sinnlicher sein. Insgesamt kleinere Brüste."
Ein Jahr später setzte sich die Kontroverse fort, nachdem ein Vater sich über eine Kinderspielzeugfigur der Sklavin Leia beschwerte. „Was soll ich denn meinem Kind erzählen, warum sie dieses Outfit trägt?“ Bald darauf tauchten Berichte auf, demnach Disney plane, das Sklavin-Leia-Outfit aus seinem Merchandise und Marketing herauszunehmen. Dies löste im Internet eine Debatte darüber aus, ob das Kostüm nach zeitgenössischen Maßstäben zu freizügig sei. Claudia Gray, Autorin des 2016 erschienenen Star-Wars-Prinzessin-Leia-Romans "Bloodline" (in Deutschland erschienen als Star Wars: Blutlinie) bewertete die Debatte als Leias "schwächsten Moment in der gesamten Geschichte" des Kostüms. Laura Bradley begrüßte im Slate ein mögliches Ende des Sklavin-Leia-Merchandise, da es sich um oberflächliche „Sex sells“-Marketingstrategie handle. Carrie Fisher bezeichnete die Debatte um ein Ende der Sklavin-Kostüm-Merchandise-Produkte als "dumm". Dem Vater, der sich über die Spielzeugfigur erregt hatte, riet sie: "Sag (deinem Kind), dass mich eine riesige Schnecke gefangen genommen und mich gezwungen hat, dieses blöde Outfit zu tragen, und dann habe ich sie umgebracht, weil es mir nicht gefallen hat. Und dann habe ich es ausgezogen. Hinter der Bühne."
2016 erklärte Kathleen Kennedy, Präsidentin von LucasFilm, gegenüber Vanity Fair, dass das Sklavin-Kostüm weder verboten noch aus dem Star-Wars-Merchandise ausgemustert werde.

#### Neue Bewertungen in der Fan-Gemeinde

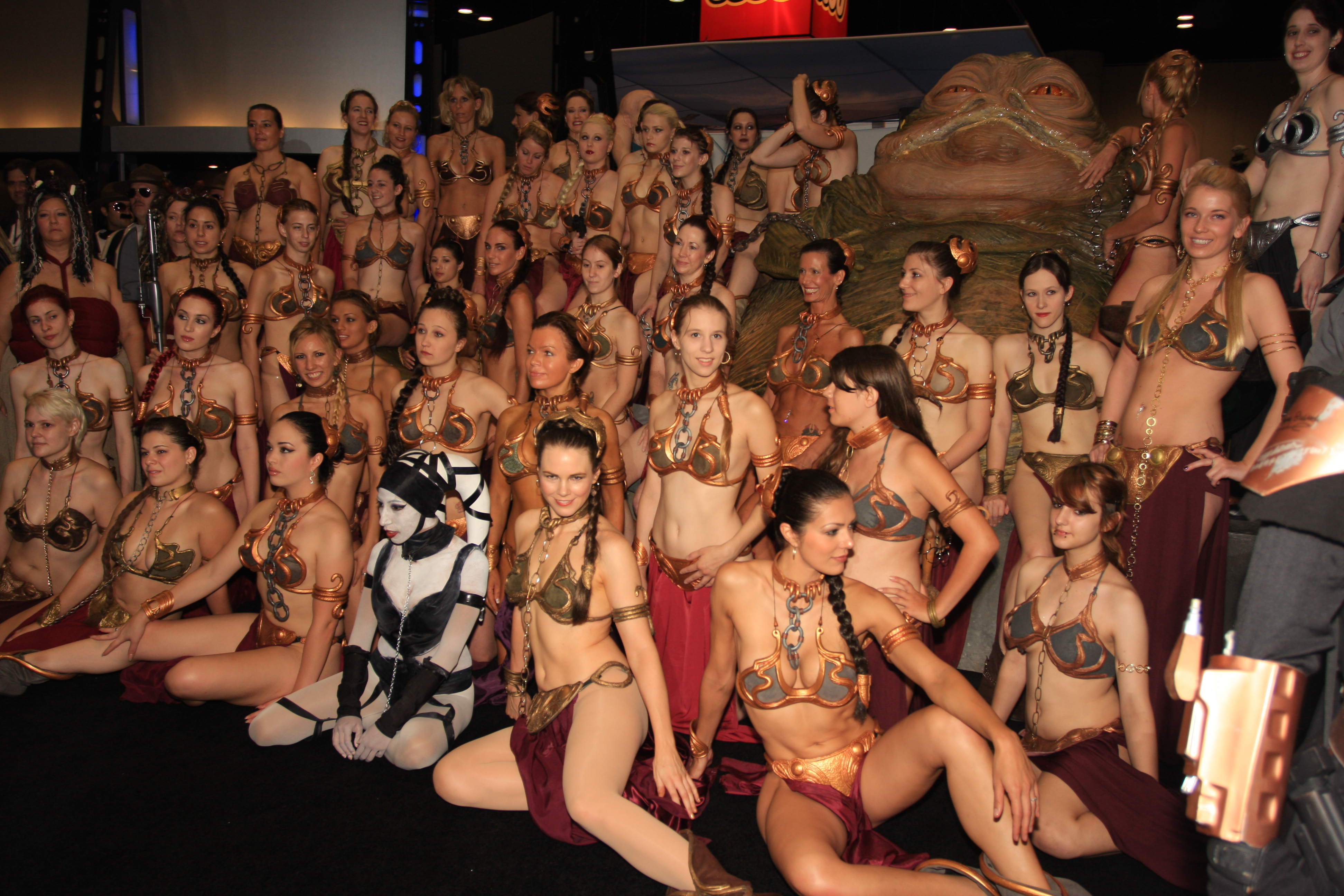
Dutzende als Sklavin Leia gekleidete Cosplayerinnen bei der Star Wars Celebrations V, 2010.

Mit der zunehmenden Popularität von Star Wars auch bei Frauen, kamen neue Impulse in die Fan-Szene, was auch Auswirkungen auf die Bewertung des Sklavin-Kostüm hatte, sodass sich letztlich zwei Lager bildeten, die das Kostüm entweder ablehnten oder es in Schutz nahmen. Annelise Ophelian, Regisseurin der Dokumentationsreihe Looking for Leia, berichtete von weiblichen Fans der Reihe, die begannen Elemente zu ändern, die sie als sexistisch oder veraltet ansahen, darunter das Sklavin-Kostüm.
Weibliche Fans der Gegenseite wiederum versuchten auf die Aspekte des Films hinzuweisen, in denen das Kostüm Leias Stärke verkörpert. So begannen Fans das Kostüm Huttslayer (Huttentöter) zu nennen, um die Komponente der Selbstermächtigung Leias in der Rolle hervorzuheben. Cosplayerinnen, die das Kostüm trugen, gaben unter anderem an, sie fühlten sich durch das Kostüm bestärkend inspiriert, da es dazu bewege über die eigene Komfortzone hinauszugehen. Julia Wold, Co-Moderatorin des Podcasts „Star Wars English Class“, der die Weltraumsaga aus einer literarischen Perspektive analysiert, befand: „Ich kenne einige Frauen, die genau dieses Kostüm tragen und es als sehr ermächtigend empfinden.“ Wold führt dies mitunter auf den Umstand zurück, dass anders als Carrie Fisher 1983 im Film, diese Frauen selbst die Entscheidungsfreiheit haben, es anzuziehen oder nicht. Die Schriftstellerin Olivia Waite verteidigte 2011 das Kostüm mit Verweis auf ihre Kindheit, in der sie gezwungen wurde, Kleidung zu tragen, die sie zutiefst hasste. Dass Leia in der gleichen Stuation war und sich am Ende aus der Situation radikal gewaltsam befreite, empfand sie als inspirierend. Laura Bradley befürwortete im Slate das weitere Tragen des Sklavin-Kostüms, es solle gefeiert werden, da es Frauen aus eigener Entscheidung heraus ermögliche, sich sexy zu fühlen.
Insgesamt bleibt das Kostüm unter weiblichen Star-Wars-Fans weiterhin Kult und ist häufig auf Star-Wars-Fantreffen zu sehen. Ebenso gibt es in der Cosplay-Szene das Phänomen, dass das Kostüm vereinzelt auch von Männern getragen wird. Andrea Wolff sieht darin, eine kritische Reflektion und bewusste Karikierung der problematischen Inhalte des Kostüms – Sexualisierung und Versklavung einer Frau. 2016 erklärte Carrie Fisher in einem Interview, ihre Lieblings-Cosplayer in dem Kostüm seien – insbesondere übergewichtige – Männer.

#### Verwendung in politisch-aktivistischen Kontexten
Viele feministische Fans verwenden das Sklavin-Kostüm als Symbol eines Kampfes gegen das Patriarchat, was auch in aktivistisch-politischen Kontexten gezeigt wird. Ein feministisches Poster zeigt etwa eine illustrierte Sklavin Leia, die ihre Ketten mit dem Wort „Enough“ (z.D. „Genug!“) in fetten Buchstaben sprengt. Ebenso wurde das Kostüm mehrfach genutzt, um gegen die Politik des US-Präsidenten Donald Trump zu protestieren, der als Jabba the Hutt dargestellt wird, indem etwa sein Gesicht, sein ikonisches Haar oder „Make America Great Again“-Kappen in die Darstellungen integriert werden. Auf einer Demonstration wurde ein Poster gezeigt, auf dem die in das Sklavin-Kostüm gekleidete Freiheitsstatue den US-Präsidenten Donald Trump in Gestalt von Jabba the Hutt erwürgt.

## Rezeption
Das Kostüm hat seit der Filmveröffentlichung 1983 eine breite Rezeption erfahren, wobei seine Freizügigkeit und die Darstellung der Figur Prinzessin Leia als Sklavin zu vielen Debatten über die Frage von Sexualisierung und Objektivierung von Frauen und Sexismus-Vorwürfen geführt hat. Besonders aus der Bewegung des Feminismus haben das Kostüm und die Darstellung starke Kritik erzeugt. Das Kostüm gilt daher als eines der kontroversesten Filmkostüme aller Zeiten und eines der bekanntesten Beispiele für Sexualisierung und Objektivierung von Frauen in Filmen. Entsprechend wird es gerade in der Filmwissenschaft thematisiert. Die Kritik ist besonders scharf vor dem Hintergrund der Gesamtentwicklung der Figur Leia in der Filmtrilogie.

### Darstellung der Figur der Prinzessin Leia in den Vorgängerfilmen von 'Rückkehr der Jedi-Ritter'

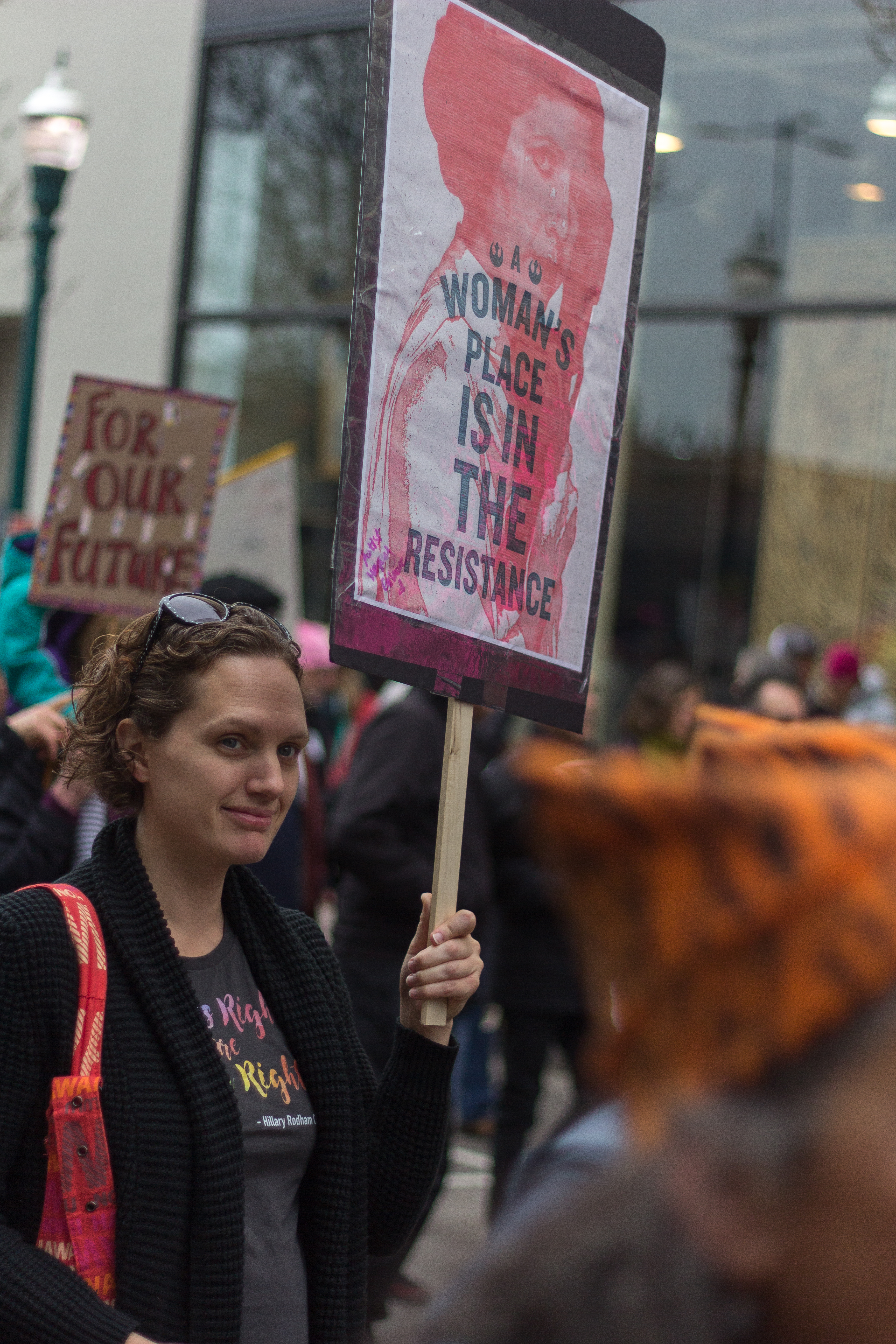
Frau auf feministischer Kundgebung mit einem Schild mit dem Konterfei von Prinzessin Leia und dem Slogan Der Platz einer Frau ist im Widerstand (Übersetzung aus dem Englischen), 2017.

In der ursprünglichen Star-Wars-Trilogie, erschienen als Krieg der Sterne (1977), Das Imperium schlägt zurück (1980) und Die Rückkehr der Jedi-Ritter (1983) ist die Figur der Prinzessin Leia Organa (gespielt von Carrie Fisher) neben den Figuren Luke Skywalker (gespielt von Mark Hamil) und Han Solo (gespielt von Harrison Ford) eine der drei Hauptfiguren der Filme. In Krieg der Sterne von 1977 tritt die junge Prinzessin Leia als Mitglied des galaktischen Senats auf und ist eine der Anführerinnen der Rebellenallianz, einer Widerstandsbewegung, die die Herrschaft des bösen Galaktischen Imperiums beenden will. Die Handlung des Films resultiert aus ihrem Bestreben, die Pläne für eine Geheimwaffe des Imperiums der Allianz zu übergeben, damit diese eine Schwachstelle ausmacht, um die Waffe zu zerstören. Im Film, wie auch im Nachfolgefilm Das Imperium schlägt zurück von 1980, tritt Leia als unabhängige Figur und mutige und brillante Kämpferin auf. Valerie Estelle Frankel attestiert, der Film habe die Messlatte für weibliche Actionfiguren höhergelegt, da Prinzessin Leia mit ihrem Blaster-Gewehr eine der ersten Frauen gewesen sei, die sich und ihre Teamkameraden auf der Leinwand verteidigte und Grenzen überwand. In der Los Angeles Times befand Rebecca Keegan: "Für eine Generation von Frauen und Mädchen war Prinzessin Leia in ihrer Macht bahnbrechend."
Der immense Erfolg und die Popularität der Filme machte die Figur der Prinzessin Leia rasch zu einer feministischen Ikone. Auf feministischen Demonstrationen ist mitunter das Konterfei von Prinzessin Leia mit Slogans wie A Women's Place is in the Resistance (Ein/Der Platz einer Frau ist im Widerstand) zu sehen. Nach einer Studie von Neta Yodovich verbinden viele Frauen mit der Figur der Prinzessin Leia ein feministisches Vorbild aus ihrer Kindheit, das ihnen zeigte, dass Frauen das gleiche Selbstbewusstsein haben und die gleichen Dinge tun können wie Männer. Ihre Figur sei damals einzigartig im Science-Fiction-Genre gewesen. Das änderte allerdings nichts an ihrer Kritik, dass Frauen in der Original-Trilogie völlig unterrepräsentiert waren. Insgesamt gab es in der alten Trilogie nur vier Frauen mit einer Sprechrolle, teils mit einer Zeile Dialog.

### Veränderung der Figur der Leia durch die Sklavin-Darstellung

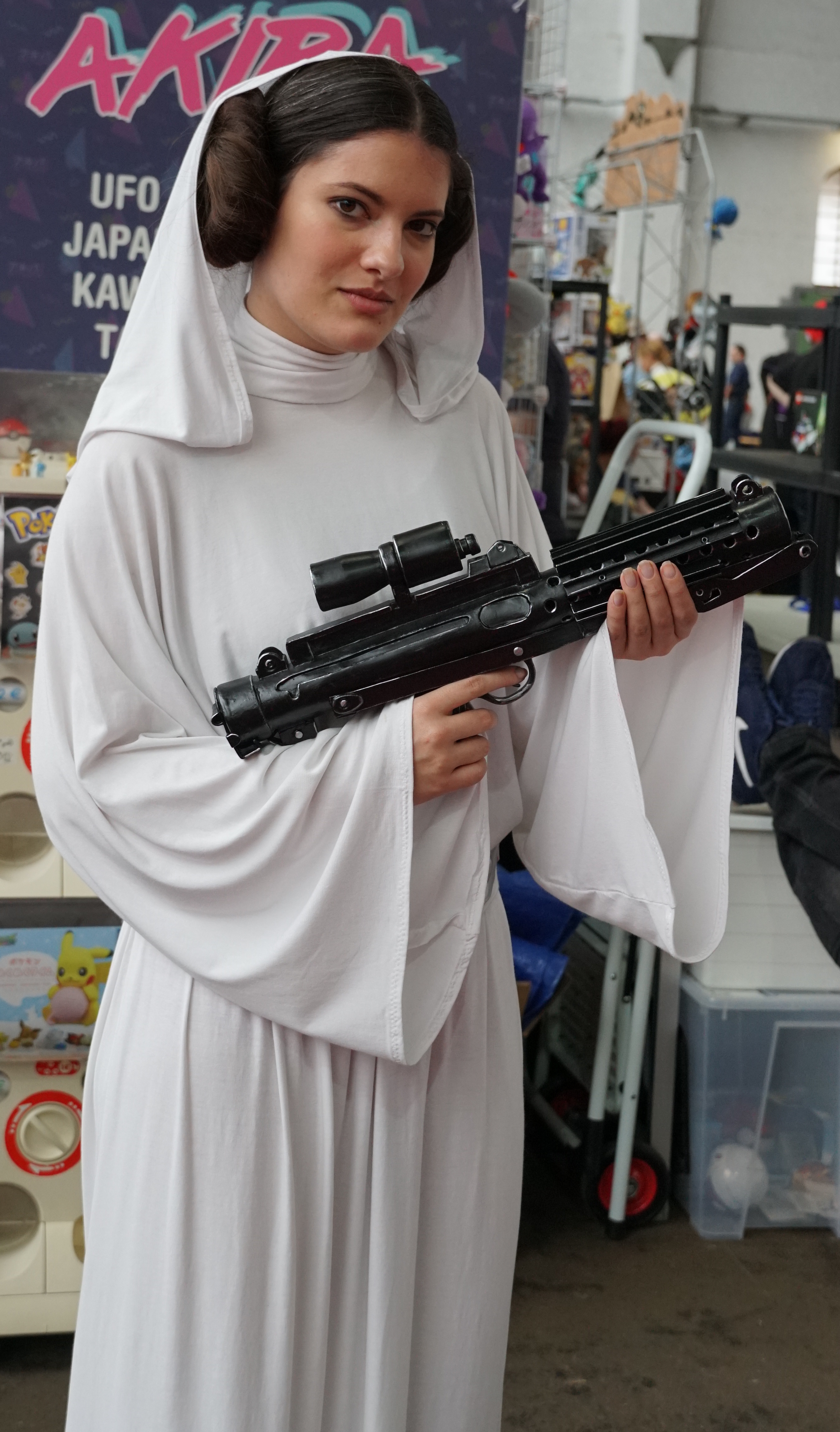
Cosplayerin in Nachbildung des verhüllenden Filmkostüm von Prinzessin Leia in Krieg der Sterne (1977), auf der Comic Con 2019 in Brüssel.

Gerade vor dem Hintergrund der starken, unabhängigen Frau, die die Figur Leia in den ersten beiden Filmen verkörpere, wurde ihre Darstellung als Sklavin in Die Rückkehr der Jedi-Ritter von vielen Kritikern als enormer Rückschritt, als negative Entwicklung ihrer Persönlichkeit empfunden.
- The Guardian wies auf den starken Kontrast zwischen der Figur Leia in Krieg der Sterne und Rückkehr der Jedi-Ritter hin.[77] Die Dissonanz sei erschreckend und magenaufwühlend.[77]
- Die Literatur- und Kulturwissenschaftlerin Jennifer K. Stuller befand: "Aber im Laufe der Filme [...] wandelt sich Leia von einer vorlauten, leidenschaftlichen, zimtblonden politischen Rebellin zu einer Sklavin und Schwester."[78]
- The Telegraph kritisierte, dass Leias Figur eine negative Entwicklung nehme, von einer "eigenwilligen Anführerin der Rebellion zu jemandem, die wie ein Stück Fleisch für das Wohl ihres Mannes (Han Solo) zur Schau gestellt wird.[4]
- Der Autor und Theaterwissenschaftler Kevin J. Wetmore befindet, Leia könne als starke weibliche Figur betrachtet werden, doch fasse das Bild von ihr im Sklavin-Kostüm ihre Position in der Trilogie zusammen: als Objekt, das gerettet werden muss.[79]
- Nach Ansicht von Wencheng Jiang verkörpert Leias Charakter in der Trilogie widersprüchliche Züge. Sie ist eine selbstbewusste weibliche Anführerin, die Aufgaben initiiert, Ziele setzt und Aktionen organisiert, aber häufig männliche Rettung braucht, sodass der männliche Protagonist seine Ritterlichkeit beweisen kann, indem er die Prinzessin schützt.[80] Ihre Charakterisierung als intelligent und doch naiv, mutig und doch zerbrechlich, unschuldig und doch sinnlich, edel und doch erotisch, spiegele den Wunsch der von Männern dominierten Gesellschaft nach diesen Widersprüchen in einer idealen, perfekten Frau der damaligen Zeit wieder.[80] Jiang wertet Leias Figur in der Palastszene als fast völlig entblößten, mit sexuellen Implikationen beladenen Körper.[80]
- Valerie Estelle Frankel befindet, dass die Wandlung, die Leia im Verlauf der Trilogie durchmacht, viel über die Filmlandschaft der damaligen Zeit und noch mehr über die Natur ihres Publikums aussage.[31]
- Matea Mlakić schreibt: "[...] Sie muss verführerisch auf seinem (Jabbas) Thron liegen, während sie auf die Rettung durch Luke und Han wartet. Die vollständig gekleidete, mächtige Figur aus dem ersten Film wird nun als fast nacktes, hilfloses Mädchen dargestellt, in einer Szene, die viele als eines der ikonischsten Bilder männlicher Phantasie in der Filmgeschichte betrachten."[25] Die Bedrohung, die Leia durch ihre starken Charaktereigenschaften noch im ersten Film darstellte, werde aufgehoben,[25] indem sie unverkennbar dem männlichen Vergnügen und Genuss zur Verfügung gestellt werde.[25]

### Debatte um Sexismus und Sexualisierung und Objektivierung von Frauen

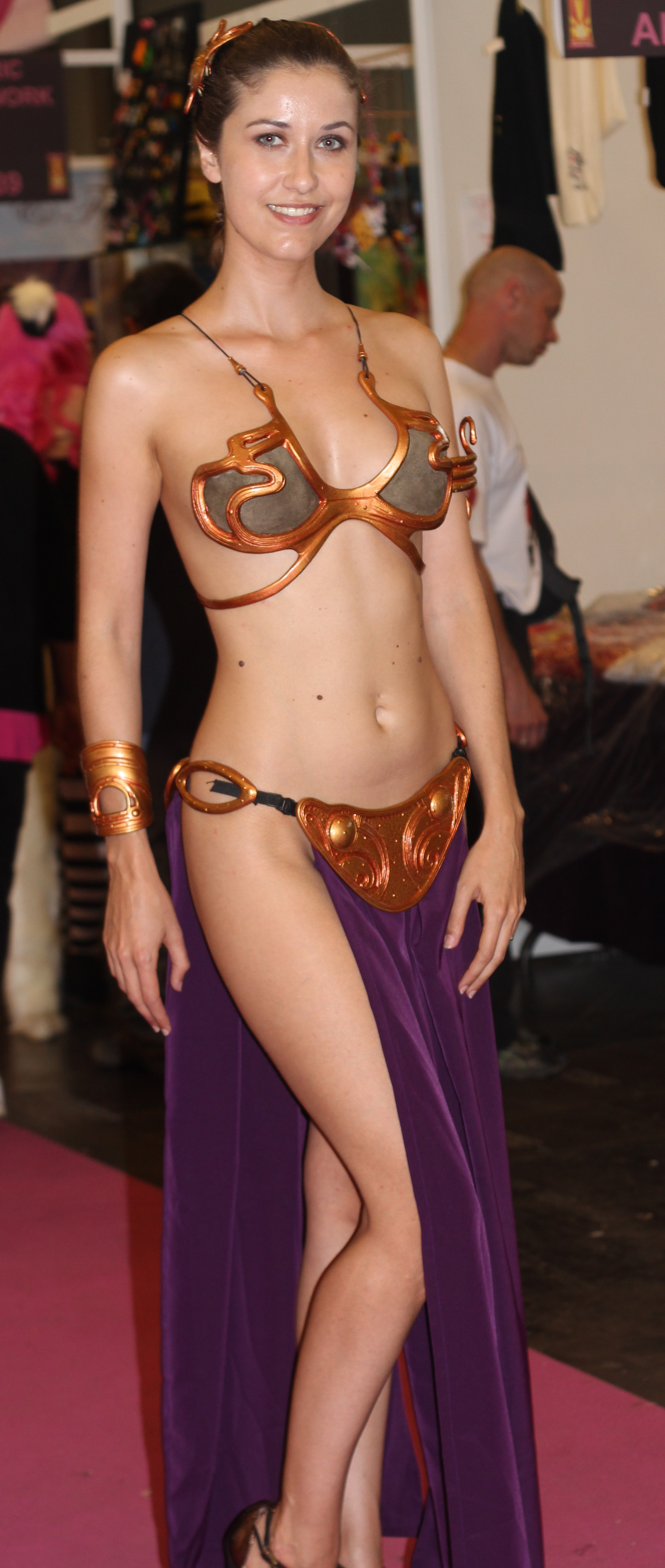
Cosplay-Darstellerin in Replikat des Bikini von Prinzessin Leia, auf der Japan Expo 2014.

Für viele Kritiker ist die Darstellung der Sklavin Leia ein eindrückliches Beispiel der Sexualisierung und Objektivierung von Frauenkörpern und deren Darbietung für erotische Phantasien von Männern.

#### Tendenziell negative Sichten auf die Sklavin-Leia-Darstellung
The Telegraph beschrieb das Kostüm als Symbol für den „problematischsten Moment der Original-Star-Wars-Trilogie“". Zwar sei die Figur der Prinzessin Leia und ihrer Schauspielerin Carrie Fisher schon seit dem ersten Star Wars von 1977 sexualisiert worden, doch die unausgesprochene Unbehaglichkeit bestehe darin, „dass Jabba, wie wir annehmen, Leia irgendwie als Sexsklavin behalten möchte“. Der goldene Bikini symbolisiere nicht nur Star Wars' sexuelle Erweckung, sondern auch eine Debatte über Objektifizierung in der Science-Fiction. „Um zu unterstreichen, wie objektifiziert Leia im Bikini war, sprechen Luke Skywalker und Han Solo nicht einmal mit ihr, als Luke sie im Palast von Jabba rettet – sie sitzt einfach da, während die Männer Geschäfte besprechen.“, urteilte The Telegraph. Matea Mlakić befindet, während Luke und Han als mutige junge Helden dargestellt würden, verkörpere Leia die feminine Verletzlichkeit, die von ihr erwartet werde. Im Gegensatz zu den Männern verkomme sie zur bloßen Darstellung. Carrie Fisher selbst kritisierte, dass ihre Figur in den entsprechenden Szenen nahezu keinen Text hatte und Leias Freunde sich auch nicht um ihre gefangene Freundin zu kehren schienen. Im zum Film erschienenen Roman von James Kahn wird die mangelnde Interaktion der Männer begründet.
In der Los Angeles Times befand Rebecca Keegan: „Für eine Generation von Frauen und Mädchen war Prinzessin Leia in ihrer Macht bahnbrechend. Dass sie oft vor allem wegen der Sklaven-Bikini-Szene in „Die Rückkehr der Jedi-Ritter“ in Erinnerung bleibt, ist bedauerlich, denn damit wird eine Figur, die ihrer Zeit voraus war, auf ein Poster an der Wand eines 14-Jährigen reduziert.“ Ähnlich äußerten sich feministische weibliche Teilnehmer einer Studie von Neta Yodovichs, wo sie befanden, schwerwiegender als die Szene selbst sei dabei, dass die Filmszene breit kulturell rezipiert wurde und das Bild einer versklavten, gedemütigten Frau zur sexuellen Fantasie von Jugendlichen wurde. Die Schriftstellerin Mariah Heuhner meint: „Schon bevor ich wusste, was sexuelle Objektifizierung ist, hat mich das Leia/Bikini-Ding als Kind wirklich unwohl gemacht.“ Valerie Estelle Frankel verweist darauf, dass eine ähnliche Objektivierung wie im Falle der Leia auch in Star Wars: Episode II – Angriff der Klonkrieger stattfinde, wo der Figur der Padmé Amidala (gespielt von Natalie Portman) von einem Raubtier ihr Oberteil so aufgeschlitzt wird, dass sie fortan nur noch bauchfrei zu sehen ist. Auch hier ist die erzwungene Entblößung für die Handlung selbst irrelevant, weshalb Frankel in der Szene eine Zurschaustellung des Körpers von Natalie Portman und damit eine Objektivierung des weiblichen Körpers sieht.
In einer Studie von Neta Yodovich kamen die befragten Teilnehmerinnen zu unterschiedlichen Einschätzungen ob der Sklavin-Darstellung. Während einige die Szenen wegen ihrem Ende, in der Leia ihren Peiniger tötet, als triumphalen feministischen Moment bewerten, wobei ihre Figur beweise, dass man stark und sexy zugleich sein könne, sahen andere auch trotz des positiven Endes die Darstellung insgesamt als sexualisierend und demütigend an. Dabei beschuldigten weibliche, feministische Fans George Lucas und das Star-Wars-Team, die Figur der Leia und Carrie Fisher zu verraten. Die Darstellung verunreinige eine geliebte Figur, die als Ikone des Feminismus wahrgenommen wird. Lucas habe letztlich seine eigenen und die Phantasien anderer Männer auf Leia in dieser Szene projiziert. Ebenso wurde die Kritik auf die männlichen Zuschauer ausgeweitet, die die Sexualisierung einer versklavten Frau genossen.
The Guardian beschrieb die Szene von Leia und Jabba the Hutt als "eine nicht einmal verdeckte orientalistische Harem-Phantasie, komplett mit Wüste, kicherndem, zerstreutem, aufgeblähtem Pascha und einer hilflosen Prinzessin, die in Fetischkleidung und Ketten gekleidet ist. Die Sequenz ist eine Art Softcore-Porno, der mitten in einer Kinderabenteuer-Geschichte platziert wird." Auch Valerie Estelle Frankel zieht einen Vergleich zu orientalistischen Harems-Phantasien.
Da zwischen den Szenen von Leias Gefangennahme und Jabba the Hutts Anzüglichkeiten und der nächsten Szene, wo sie erstmals das Sklavinkostüm trägt, zeitlich im Film eine Nacht vergeht, hat dies ebenso zu Spekulationen geführt, ob Leia in dieser Zeit gezwungen wurde, sexuelle Handlungen einzugehen oder vergewaltigt wurde. The Guardian urteilte vernichtend, dass die Kette, mit denen Leia an Jabba the Hutt gefesselt ist, einem BDSM-Fiebertraum entspringe und George Lucas mit dem Sklavin-Kostüm eine Kakophonie von Fetischen aus Fesselung, Unterwerfung, Orientalismus, Tentakel-Sex und Vergewaltigungsphantasien in Star Wars eingeführt habe.
The Australian Financial Review bezeichnete die Filmszene und das Kostüm als "das berühmteste Bild der Unterwerfung (einer Frau) in der Geschichte des Kinos, das geschickt, um nicht zu sagen pervers, auf den Kopf gestellt werde, wenn die Prinzessin ihre Ketten benutzt, um ihren Entführer Jabba den Hutten zu erwürgen." Rebecca Naomi Fülöp attestiert, dass Kostüm fungiere, um Leia neben ihren starken Charaktereigenschaften in den Augen der Zuschauer auch als Objekt der Begierde und romantischen Verfolgung darzustellen. Zwar bringe Leia letztlich ihren Peiniger um, doch würde die Filmhandlung auch ohne ihre Anwesenheit in den Szenen auskommen. Amy Richau, Autorin mehrerer Bücher über Star Wars, attestierte: „Es war schon immer üblich, dass Filmemacher Ausreden fanden, um weibliche Stars knappe Outfits tragen zu lassen, und ich denke, dies ist eines der berühmtesten Beispiele dafür aus dieser Zeit.“ Linda Mizejewski, Historikern für feministische Filmstudien, und die Kulturwissenschaftlerin Tanya D. Zuk schreiben: "Sie (Leia) nutzt die Fesseln sexistischer Unterdrückung – Jabbas eigene Kette – um sich zu befreien und ihren Charakter mit Selbstbestimmung und Stärke zu erlösen. Aber man kann nicht leugnen, dass das Bild der Gefangenen-im-Bikini-Posterbild weiter verbreitet ist als die folgende Szene der Rache und Flucht."

#### „Der männliche Blick“

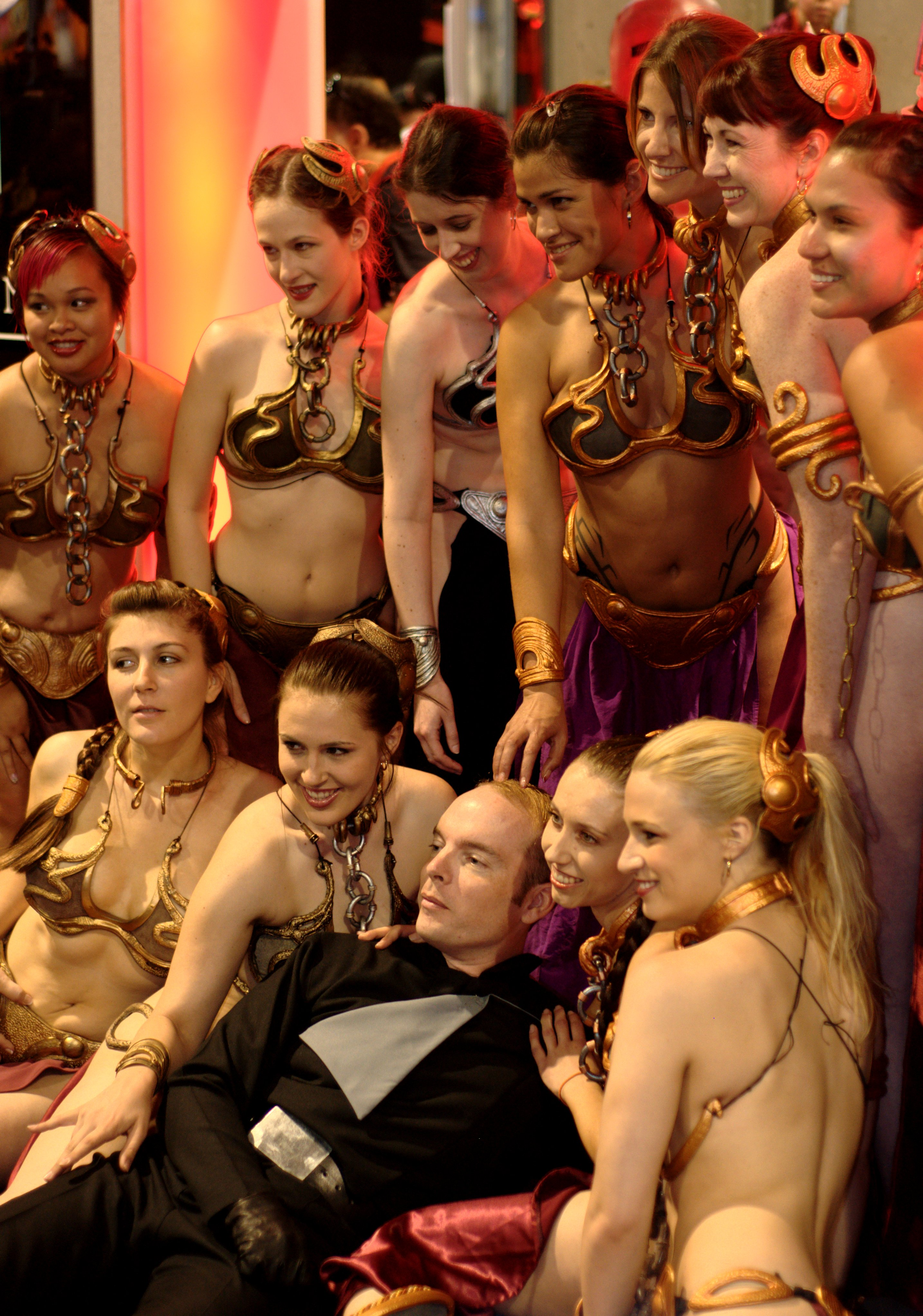
Harem-ähnliche Szene, in der ein Mann von einer Vielzahl von Frauen im Sklavin-Leia-Kostüm auf der San Diego Comic Con International 2009 umringt ist.

Neta Yodovich sieht in der Sklaven-Darstellung der Prinzessin Leia ein Paradebeispiel für das Theoriekonzept des „männlichen Blicks“ der Filmhistorikerin Laura Mulvey, demnach in Filmen eine von männlichen Zuschauern, Schöpfern und Figuren geprägte Perspektive eingenommen wird, die weibliche Figuren zu einem erotischen Spektakel macht und ihnen Handlungsmacht und Kontrolle über ihren Körper und ihre Darstellung entzieht.Szenen, die diesen „männlichen Blick“ einnehmen, ignorierten dabei die Existenz anderer Zuschauergruppen und deren Empfindungen.
Matea Mlakić schließt sich dieser Ansicht zu Mulveys These an; der kontrollierende männliche Blick werde genutzt, um seine Phantasie auf entsprechend gestylte weibliche Figuren zu projizieren; in diesem Fall werde Leia als Objekt ausgestellt und ihr goldener Bikini dient als Werkzeug für eine starke visuelle und erotische Wirkung. Mlakić sieht in der Szene einen klassischen Versuch der Filmindustrie, den Voyeurismus der Zuschauer zu bedienen. "Voyeurismus entsteht aus dem Vergnügen, die andere Person als Objekt der sexuellen Simulation durch den Blick zu verwenden. Wenn ein Film so populär ist wie Star Wars, nutzen die Schöpfer oft die voyeuristischen Neigungen ihres Publikums als Werkzeug, um auf deren Phantasien einzugehen und den Erfolg des Films zu sichern. Möglicherweise ist dies genau das, was bei Leia der Fall war."
Auch für das NPC Magazine repräsentiert die Figur Jabba the Hutt in gewisser Weise die Macht des männlichen Blicks über den weiblichen Körper, der objektiviert und auf Passivität reduziert wird. Letztlicht diene das Kostüm ausschließlich dazu das Auge von Leias Entführer (und der Filmzuschauer) zu erfreuen.
2019 untersuchten Mary C. King und Jessica L. Ridgway in einer Studie die Wandlung der Kostüme der Prinzessin Leia und Padmé Amidala in den jeweiligen Star Wars Trilogien. Dabei fanden sie heraus, dass die Kleiderentwicklung beider Figuren sich parallel zu ihrem romantischen Beziehungsstatus mit einem Mann veränderte. Im Falle der Leia Organa zeige sich in der Kleidung die Abkehr von der Rolle als politische Anführerin hin zu einer passiveren und zweitrangigen Rolle als Liebespartnerin. Die Kleidung sei offener und die Haare gelockert worden, um von der Seriosität und Ernsthaftigkeit des politischen Amtes abzurücken und ein verführerischeres und weniger aggressives Bild zu vermitteln, das für den männlichen Blick attraktiver sei. King befand, dass beide Frauen letztlich zu Objekten der Männer würden.
Aus Carrie Fisher Sicht traf dies bereits im Jahr der Filmveröffentlichung zu, als sie gegenüber dem Rolling Stone Magazin erklärte, dass ihre Figur in die Rückkehr der Jedi-Ritter im Gegensatz zu den Vorgängerfilmen feminier sein durfte. Dabei fügte sie hinzu: „Vergessen wir nicht, dass diese Filme im Grunde Phantasien für Jungen sind. Also die andere Möglichkeit, sie weiblicher zu machen, war, sie ihre Kleider ausziehen zu lassen“.

#### Tendenziell positive Sichten auf die Sklavin-Darstellung
Andere können der Darstellung wesentlich mehr abgewinnen, da die Figur der Leia aus ihr letztlich als Siegerin hervorgeht.
Das NPC Magazin erkennt an, dass es Leia ironischerweise genau in ihrer Rolle als Sklavin und in ihrem stark sexualisierten Kostüm gelinge, sich zu befreien und mittels der Kette ihren Peiniger letztlich sogar zu töten. Auf diese Weise durchbreche Leia das Klischee der hilflosen Frau, die gerettet werden muss. Alyssa Rosenberg erkennt an, dass Leia in den Szenen zwar gefangen sei, aber keineswegs eine gehorsame Phantasie darstelle. Vielmehr warte sie auf den Moment, in dem sie ihre Wut in die Tat umsetzen kann, um einen sorgfältig ausgeklügelten Plan zur Rettung ihres Geliebten (Han Solo) auszuführen. „Und wenn dieser Moment kommt, verurteilt der Bikini Leia nicht zur Passivität. Sie steht auf und benutzt die Ketten, die sie fesseln, um das Wesen zu erwürgen, das versucht hat, ihr die Macht zu nehmen, indem es sie in ein Sexobjekt verwandelte.“ Die Comic-Autorin Kelly Sue DeConnick befindet positiv, dass der voyeuristische Zuschauer seine – mit Gewalt verwirklichte – sexuelle Phantasie mit einem Monster teile, das am Ende dafür grausam mit dem Leben bezahlt.
Die Kulturwissenschaftkerin Tanja D. Zuk attestiert, dass das Kostüm „offensichtlich eine Metapher für Misogynie und Unterdrückung“ ist, wobei „Leias Handlungsfähigkeit im Rest dieser Sequenz wiederhergestellt (wird). Leia befreit sich selbst aus der Sklaverei, indem sie die Ketten der Gefangenschaft nutzt, um ihren Entführer zu erwürgen. Sie verwendet die Fesseln sexistischer Unterdrückung, um nicht nur sich selbst zu befreien, sondern auch ihren Charakter als feministische Ikone mit Handlungsfähigkeit und Stärke zu erlösen.“ Diana Dominguez befindet: „Die machtlose und sexuell versklavte Frau nutzt die Elemente ihrer Versklavung, um einen Entführer zu töten, der zu spät verstanden hat, dass er seine Beute gefährlich unterschätzt hat.“ Die Autorin Lizzie Finnegan meint, das Kostüm trage die Botschaft "Unterschätze Frauen nicht" und die Sklavin Leia bzw. Jabba-tötende-Leia, sei eines der frühesten Medienbeispiele für eine echte feministische Ikone. Laura Bradley schloss sich dem im Slate an; sowohl die feministischen Kritiker des Kostüms als auch seine Fetischisierer würden, den Blick für das ganze Bild auf die Darstellung verlieren.
Matt Hudson, Co-Moderator des beliebten „Star Wars Sessions“-Podcasts, argumentiert, dass der starke Kontrast zwischen Leias spärlichem Kostüm und ihren transgressiven Handlungen – der Tötung von Jabba – sie von unzähligen freizügigen Filmszenen in Bikinikleidung der damaligen Zeit unterscheidet. „Können Sie sich vorstellen, wie die Szene wirken würde, wenn es ein ganz anderes Kostüm wäre... wenn es das weiße 'Neue Hoffnung'-Kostüm wäre? Hat die Szene ohne den Bikini die gleiche Wirkung?“. Carrie Fisher ihrerseits kritisierte, dass Star-Wars-Fans so sehr auf die fast nackte Prinzessin Leia fixiert seien, dass sie den Kontext der Szene übersähen.

## Kulturelle Adaption

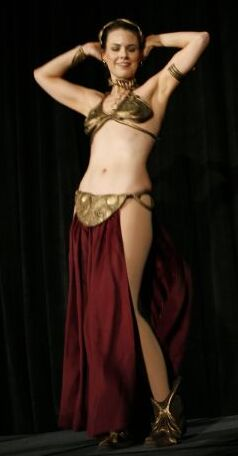
Die Bauchtänzerin Amira Sa'id nutzt das Sklavin-Leia-Kostüm als Bekleidung bei der Darbietung eines Bauchtanzes.

### Bildende Kunst
- Der spanische Maler und Comiczeichner Enric Torres Prat schuf ein Ölgemälde von Prinzessin Leia im Sklavenkostüm, das später in den Besitz von Carrie Fisher überging.[90]
- 2015 wurde im berühmten Londoner Wachsfigurenkabinettmuseum Madame Tussauds eine Figur der Prinzessin Leia im Sklavin-Kostüm mit dem Antagonisten Jabba the Hutt eingeführt.[53][54]

### Film und Fernsehen
In Filmen und Fernsehserien wurde das Kostüm zahlreich adaptiert.
- 1996: Friends, Fernsehserie, USA – In der populären US-amerikanischen Sitcom wird das Kostüm von Jennifer Anniston und Christina Pickles getragen; im Fokus der Episode steht die Thematisierung der mit dem Kostüm verbundenen Erotikphantasien.
- 1999: Star Wars: Episode I – Die dunkle Bedrohung, Spielfilm, USA. In dem ersten Film der neuen Star-Wars-Prequel-Trilogie trägt eine Sklavin von Jabba the Hutt in der Podrennen-Arena ein ähnliches Kostüm wie das der Sklavin Leia; der BH ist identisch.[46]
- 2007: Chuck – in der US-amerikanischen Fernsehserie trägt die Figur der Sarah Lisa Bartowski (gespielt von Yvonne Strahovski) bei einem privaten Kostümfest Leias Sklavin-Kostüm.
- 2008: Robot Chicken, US-amerikanische Animationsfernsehserie, hier wird das Kostüm in der Episode Robot Chicken: Star Wars Episode II gezeigt.
- 2009: Fanboys – in der US-amerikanischen Komödie besucht eine Gruppe Freunde den neu herausgekommenen Film Star Wars: Episode I – Die dunkle Bedrohung, wobei sie in verschiedene Star-Wars-Kostüme gekleidet sind. Die Figur der Zoe (gespielt von Kristen Bell) trägt hier Leias Sklavin-Kostüm.
- 2011: Paul – Ein Alien auf der Flucht – in der US-amerikanischen Science-Fiction-Komödie wird ein Cosplay-Event gezeigt, wo zahlreiche Frauen Leias Sklavin-Kostüm tragen.
- 2011: Family Guy, Zeichentrickfernsehserie, USA, hier wird das Kostüm in der Episode It's a Trap! (Staffel 9, Episode 18) gezeigt.
- 2012: 90210 – Fernsehserie, USA, getragen von AnnaLynne McCord
- 2014: Dancing with the Stars, Tanzsendung, USA. In der 18. Staffel trägt Emma Slater das Sklavin-Kostüm.[50]
- 2015: The Magicians – in der US-amerikanischen Fernsehserie trägt die Hauptfigur der Julia Wicker (gespielt von Stella Maeve) in einer Szene das Kostüm, eine weitere Darstellerin eines der Daenerys Targaryen aus Game of Thrones.
- 2016: A Man Possessed, Spielfilm, USA, getragen von Gina Martino.
- 2023: House Of Kardashian – in der US-amerikanischen Real-Life-Fernsehserie trägt Kim Kardashian bei einem Shooting das Sklavin-Kostüm.

### Medien und Zeitschriften
- 2011 veröffentlichte das Medienformat Nerd HQ ein Video, in dem Kaley Cuoco kritisierte, dass viele Frauen sich als Sklavin Leia auf Cosplay-Veranstaltungen präsentieren, wo doch genügend andere ikonische Frauencharaktere existierten.[59] Dabei wird eine fiktive Cosplay-Veranstaltung gezeigt, in der lauter Frauen, verkörpert von Laienschauspielern und Statisten, als Sklavin Leia auftreten.[59]
- 2015 posierte die Komikerin und Schauspielerin Amy Schumer im Kostüm als Sklavin Leia für das Männermagazin GQ.[60][61]

### Politik und Aktivismus
- Auf einer Demonstration gegen US-Präsident Donald Trump wurde ein Poster gezeigt, auf dem die in das Leia-Sklavin-Kostüm gekleidete Freiheitsstatue den US-Präsidenten Donald Trump in Gestalt von Jabba the Hutt erwürgt.[14][73]

### Tanz

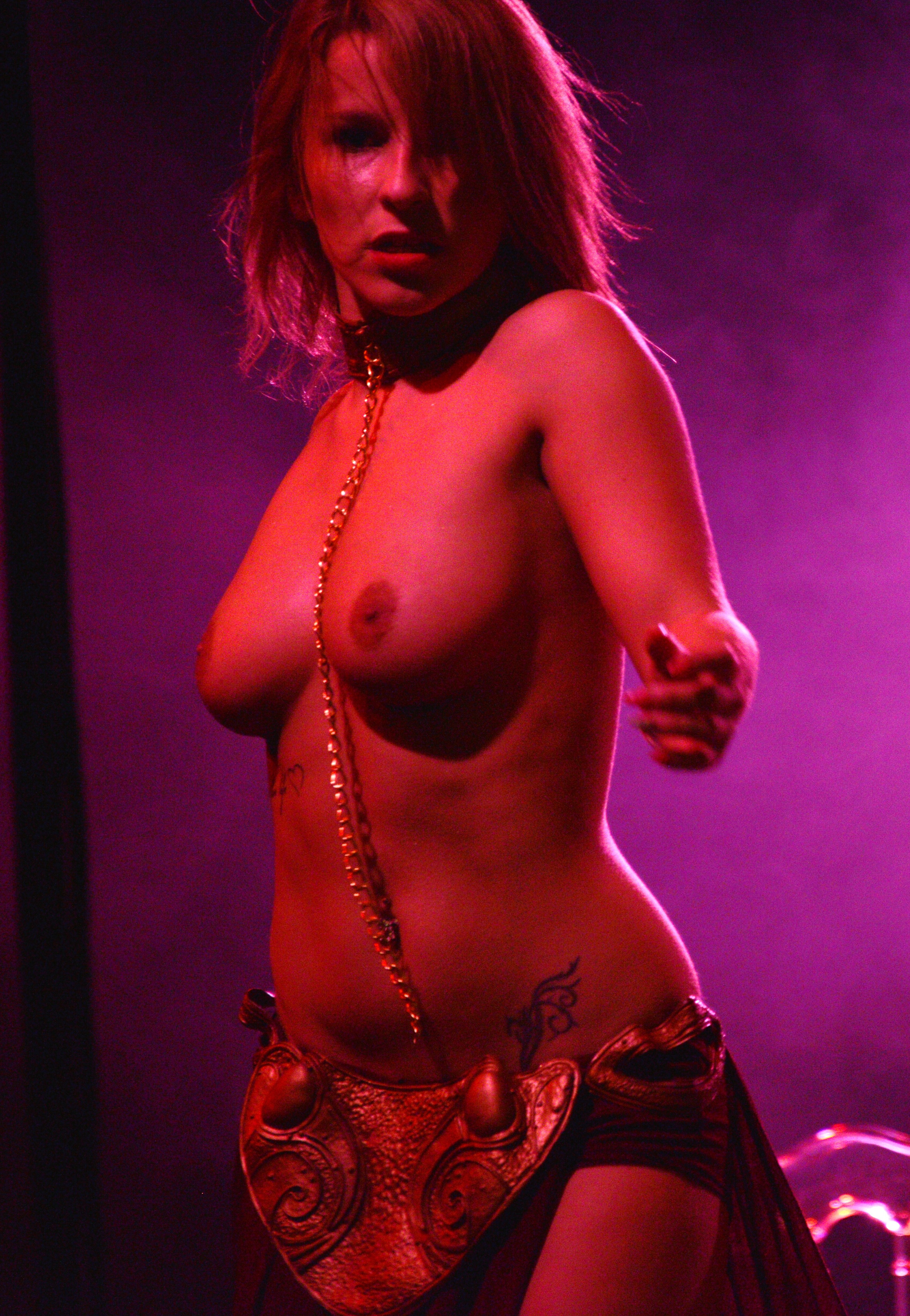
Striptease-Tänzerin im Eropolis, La Rochelle, im Sklavin-Leia-Kostüm, 2014.

- Die Bauchtänzerin Amira Sa'id trat bei mehreren Star Wars-Veranstaltungen als Bauchtänzerin im Sklavin-Leia-Kostüm auf.
- Im französischen Club Eropolis in La Rochelle traten Striptease-Tänzerinnen im Sklavin-Leia-Kostüm auf.

### Videospiele
- 2006: Lego Star Wars II: Die klassische Trilogie, in dem Spiel, das die Original-Trilogie nachstellt, gibt es eine Lego-Spielfigur der Sklavin Leia.

### Wissenschaftliche Literatur
- Diana Dominguez: “Feminism and the Force: Empowerment and Disillusion ment in a Galaxy Far, Far Away.” In: Carl Silvio und Tony M. Vinci: Culture, Identities and Technology in the Star Wars Films: Essays on the Two Trilogies, Jefferson, NC: McFarland, 2007, S. 109–133.
- Valerie Estelle Frankel: Star Wars Meets the Eras of Feminism – Weighing All the Galaxy’s Women Great and Small, Rowman and Littlefield, London 2018.
- Wencheng Jiang: Study on Gender Ideology Evolution in the "Star Wars" Film Series, Macau University of Science and Technology, Macau 2023
- Mary C. King und Jessica L. Ridgway: Costume evolution during the development of romantic relationships and its impact on the positions of power in the Star Wars prequel and original trilogies, Fashion and Textiles, Band 6, 2019.
- Matea Mlakić: Gender Representation in Star Wars Films, Universität Zadar, Zadar 2017.
- Linda Mizejewski und Tanya D. Zuk (Hrsg.): Our Blessed Rebel Queen: Essays on Carrie Fisher and Princess Leia, Wayne State University Press, Detroit 2021.
- Jennifer K. Stuller: Ink-stained Amazons and Cinematic Warriors: Superwomen in Modern Mythology, Bloomsbury, 2010.
- Neta Yodovich: Women Negotiating Feminism and Science Fiction Fandom, palgrave macmillan, 2022, ISBN 978-3-031-04078-8.

### Andere
- Carrie Fisher: The Princess Diarist – A Sort of Memoir, Black Swan, 2016. Auf Deutsch erschienen als: Das Tagebuch der Prinzessin Leia, Hannibal Verlag 2017.